# Mrs. GREEN APPLE
Mrs. GREEN APPLE（ミセス・グリーン・アップル）は、日本の3人組ポップロックバンド。2013年結成。所属レーベルはユニバーサルミュージック内のEMI Records。所属事務所はユニバーサル ミュージックアーティスツ内のProject-MGA。公式ファンクラブは「Ringo Jam（リンゴジャム）」、ファンダムネームは「JAM'S（ジャムズ）」、略称は「ミセス」「MGA」。

## メンバー

### 現メンバー
| 名前                           | 担当            | 生年月日              | 出身地 | 血液型 |
| ------------------------------ | --------------- | --------------------- | ------ | ------ |
| 大森元貴 （おおもり もとき）   | ボーカル ギター | 1996年9月14日（28歳） | 東京都 | A型    |
| 若井滉斗 （わかい ひろと）     | ギター          | 1996年10月8日（28歳） | 東京都 | O型    |
| 藤澤涼架 （ふじさわ りょうか） | キーボード      | 1993年5月19日（32歳） | 長野県 | A型    |

### 旧メンバー
| 名前                         | 担当     | 生年月日               | 出身地 | 血液型 | 備考                       |
| ---------------------------- | -------- | ---------------------- | ------ | ------ | -------------------------- |
| 松尾拓海 （まつお たくみ）   | ベース   | 1996年11月28日（28歳） | 大阪府 | 不明   | 2014年7月5日をもって脱退   |
| 山中綾華 （やまなか あやか） | ドラムス | 1995年2月5日（30歳）   | 宮崎県 | B型    | 2021年12月30日をもって脱退 |
| 髙野清宗 （たかの きよかず） | ベース   | 1991年10月2日（33歳）  | 長野県 | A型    | 2021年12月30日をもって脱退 |

### サポートメンバー
- 森夏彦（ベース）- 元THE 2のメンバーであり[12]、Shiggy Jr.のメンバー。松尾の脱退後、髙野が加入するまでサポートベースとして活動していた。ライブほか[13][14]、フェーズ2の楽曲のベースを担当[15]。
- OKP-STAR（ベース）- ロックバンド・Aqua Timezのメンバーであり、ロックバンド・WHITE LIEのメンバー[16]。主にライブでのベースを担当[17]。
- 二家本亮介（ベース）- バンド・有形ランペイジのメンバー。フェーズ2の楽曲のベースを担当[18][19]。
- 神田リョウ（ドラムス）- 元ダンサー[20]。主にライブでのドラムスを担当[13][21]。
- クラカズヒデユキ（ドラムス）- 元赤色のグリッターのメンバー。ライブほか[14]、フェーズ2の楽曲のドラムスを担当[22]。
- 河村吉宏（ドラムス）- スタジオ・ミュージシャン。フェーズ2の楽曲のドラムスを担当[23]。
- 兼松衆（キーボード・ギター）- 作曲家、編曲家、ピアニスト。ライブほか[24]、フェーズ2の楽曲のキーボードを担当[23]。

## バンド名の由来
バンド名「Mrs. GREEN APPLE」は、主に言葉の響きからだというが「いつまでも熟さずに青りんごのような気持ちでやっていきたい」という思いから名付けられたという。しかし、この理由は後付けであると、大森が発言している。
また、食べ物や動物といった誰もが聞いて分かる名詞をバンド名の一部に入れたい、と高校時代の大森がメンバーらとファミリーレストランでバンド名を考えていたところ、当時のベーシストが「GREEN APPLE」という名前を提案した。
ただ「GREEN APPLE」だけでは爽やかすぎると感じ、大人な雰囲気を出せないかと考えた際に「Mrs.」が思い浮かんだという。英語における既婚女性への敬称である「Mrs.」を加えた理由として、バンドの印象として柔らかい、中性的なイメージを出したかったから、とも語っている。

## 来歴

### 2013年・2014年：結成
2013年
- 高校2年生（当時16歳）だった大森元貴（ボーカル・ギター）を中心に、若井滉斗（ギター）、山中綾華（ドラムス）、松尾拓海（ベース）の4人で、2013年の春に「Mrs. GREEN APPLE」を結成。その後、大森の誘いで藤澤涼架（キーボード）が加入し、5人体制になる[31]。
- 5月20日、バンド初となるライブを開催[32]。このことから、ファンの間では通称「青リンゴの日」と呼ばれている[33]。

2014年
- 2月4日、会場限定盤『1st Demo』をリリース[注 2][34]。
- 7月5日、バンド初の自主企画「ゼンジン未到とコンフリクト 〜前奏編〜」を渋谷LUSHにて開催し[35]、ミニアルバム『Introduction』をライブ会場限定でリリース[36]。また同日、松尾拓海の脱退を発表[31]。
- 11月9日、自主企画第2弾「ゼンジン未到とパラダイムシフト 〜音楽編〜」を新宿MARZにて開催[37]。また同日、髙野清宗（ベース）の加入を発表[31]。

### 2015年 - 2018年：メジャーデビュー
2015年
- 2月18日、バンド初の全国流通盤『Progressive』をリリース[38]。
- 3月26日、自主企画第3弾「ゼンジン未到とプログレス 〜実戦編〜」を新代田FEVERにて開催。また同日、7月8日にメジャーデビューすることを発表[39]。
- 7月8日、ミニアルバム『Variety』をEMI Recordsよりリリースし、メジャーデビュー[40]。7月20日には、リリース記念パーティー「Variety is Variety」を開催[41]。
- 8月18日より、赤色のグリッターとともに、7会場7公演の対バンツアー「赤と緑のホショクツアー」をスタート[42]。
- 9月26日、バンド初のワンマンライブ「Mrs. ONEMAN LIVE 〜武装と創と造〜」を渋谷WWWにて開催[43]。
- 12月16日、1stシングル「Speaking」をリリース。本楽曲は、テレビ東京系アニメ『遊☆戯☆王ARC-V』エンディングテーマとして書き下ろされた[44]。
- 12月16日より、東名阪ワンマンツアー「Mrs. ONEMAN TOUR 〜東と名と阪〜」をスタート[45]。

2016年
- 1月13日、1stアルバム『TWELVE』をリリース[46]。
- 3月1日、バンド初の全国ワンマンツアー「TWELVE TOUR 〜春宵一刻とモノテトラ〜」をスタート[46]。
- 6月13日より、対バンツアー「Mrs. TWOMAN TOUR 〜初夏とリンゴとロックバンド〜」をスタート[47]。13日の名古屋公演には04 Limited Sazabys、14日の大阪公演にはキュウソネコカミ、16日の東京公演にはSAKANAMONがゲスト出演した[48]。
- 6月15日、2ndシングル「サママ・フェスティバル!」をリリース[49]。6月19日には、リリースを記念し、都内で100名限定招待制ライブを開催[50]。
- 7月28日、1stアルバム『TWELVE』のバンドスコアをリリース[51]。
- 10月29日、ライブイベント「AKASAKA BLITZ HALLOWEEN 2016 〜Mrs. FANCY PARTY〜」を開催[52]。
- 11月2日、3rdシングル「In the Morning」をリリース[53]。翌日11月3日には、リリースを記念し、東急プラザ表参道原宿の空中庭園「おもはらの森」にてフリーライブを開催[54]。
- 11月20日より、6都市7公演のワンマンツアー「In the Morning Tour」をスタート[55]。翌年4月5日には、東京ドームシティホールでの公演を収録したバンド初の映像作品『In the Morning Tour - LIVE at TOKYO DOME CITY HALL 20161208』をリリース[56]。

2017年
- 1月11日、2ndアルバム『Mrs. GREEN APPLE』をリリース[57]。
- 3月1日より、全国20公演のワンマンツアー「MGA MEET YOU TOUR」をスタート[58]。
- 5月3日、4thシングル「どこかで日は昇る」をリリース[59]。
- 6月30日、2ndアルバム『Mrs. GREEN APPLE』のバンドスコアをリリース[60]。
- 7月1日、バンド初の沖縄公演「NAHAHA FESTIVAL!」を開催[61]。
- 7月8日・15日、野外ワンマンライブ「ゼンジン未到とロワジール」を開催[61]。
- 8月30日、5thシングル「WanteD! WanteD!」をリリース。本楽曲は、カンテレ・フジテレビ系ドラマ『僕たちがやりました』オープニングテーマとして書き下ろされた。また、カップリングには、テレビアニメ『ナナマル サンバツ』オープニングテーマとして書き下ろされた「On My MiND」が収録されている[62]。
- 10月20日より、学園祭ツアー「Mrs. GAKUSAI TOUR」をスタート[63]。
- 12月12日より、バンド初となるファンクラブツアー「RINGO JAM TOUR 〜東と名と阪〜」をスタート[64]。

2018年
- 2月14日、6thシングル「Love me, Love you」をリリース[65]。
- 4月18日、3rdアルバム『ENSEMBLE』をリリース[66]。
- 5月12日より、ホールツアー「ENSEMBLE TOUR」をスタート[67]。翌年1月9日には、幕張メッセでのファイナル公演を収録した映像作品『ENSEMBLE TOUR 〜ソワレ・ドゥ・ラ・ブリュ〜』をリリース[68]。
- 8月1日、7thシングル「青と夏」をリリース。本楽曲は、映画『青夏 きみに恋した30日』主題歌として書き下ろされた。また、カップリングには、同映画の挿入歌として書き下ろされた「点描の唄 (feat. 井上苑子)」が収録されている[69]。
- 9月23日、沖縄公演「Mrs. ONEMAN LIVE 〜青の海と夏〜」を開催[70]。
- 11月17日より、ライブハウスツアー「ゼンジン未到とプロテスト 〜回帰編〜」をスタート[71]。

### 2019年・2020年：4thアルバム『Attitude』、フェーズ1完結・活動休止
2019年
- 1月9日、8thシングル「僕のこと」をリリース。本楽曲は、第97回全国高等学校サッカー選手権大会の応援歌として書き下ろされた[72]。
- 4月3日、9thシングル「ロマンチシズム」をリリース[73]。
- 6月28日より、ホールツアー「Mrs. GREEN APPLE 2019 HALL TOUR "The ROOM TOUR"」をスタート[74]。
- 10月2日、4thアルバム『Attitude』をリリース[75]。
- 10月5日、若井から髙野へ、リーダー交代を発表[76]。
- 11月9日、バンド初の台湾ワンマンライブを開催[77]。
- 11月10日、台湾ワンマンライブの追加公演が決定[78]。
- 12月7日より、バンド初のアリーナツアー「エデンの園」を全国4都市（神奈川・愛知・大阪・東京）で開催[79]（2月10日の大阪、2月15日・16日の東京は追加公演[80]）。翌年7月8日には、横浜アリーナでの公演を収録した映像作品『EDEN no SONO Live at YOKOHAMA ARENA 2019.12.08』をリリース。

2020年
- 7月8日、ベストアルバム『5』リリースとともに「フェーズ1完結」を宣言。事務所独立と当面の間の活動休止[注 3]、フェーズ2のスタッフなどの「CREW」を募集するオーディションの開催を発表した[81]。

2021年
- 2月4日、ユニバーサルミュージックグループとタッグを組み、全世界規模の共同プロジェクト「Project-MGA」を立ち上げた[82]。
- 2月18日、大森のソロデビューを発表。2月24日には、1st EP『French』[83]、8月6日には、2nd EP『Midnight』を配信リリース[84]。
- 7月8日、2022年に活動を再開するとともに、フェーズ2を開幕することを発表[85]。
- 12月30日をもって、山中綾華と髙野清宗が脱退することが公式サイトで発表された[86]。また同日、2022年の春に活動再開とともにフェーズ2を開幕することを発表[87]。

### 2022年・2023年：フェーズ2開幕、5thアルバム『ANTENNA』、日本レコード大賞受賞
2022年
- 3月14日、新しいロゴマークを公開[88]。
- 3月18日、新曲「ニュー・マイ・ノーマル」リリースとともに活動再開、「フェーズ2開幕」を宣言[89]。
- 5月24日、ミニアルバム『Unity』より「ダンスホール」を先行配信[90]。本楽曲は、当時バンド最速となるストリーミング再生回数1億回を突破し[91]、同年の日本レコード大賞にて「優秀作品賞」を受賞[92]。
- 7月8日、前作『5』より2年ぶりとなる4thミニアルバム『Unity』をリリース。また同日、神奈川県・ぴあアリーナMMにてフェーズ2初のアリーナ公演「Mrs. GREEN APPLE ARENA SHOW "Utopia"」を開催した[93][94]。12月14日には、本公演を収録した映像作品をリリース[95]。
- 11月9日、前作から3年半ぶりとなる10thシングル「Soranji」をリリース。本楽曲は、映画『ラーゲリより愛を込めて』主題歌として書き下ろされた。また、カップリングには、アニメーション映画『ONE PIECE FILM RED』の劇中歌として提供された「私は最強」のセルフカバーが収録されている[96]。
- 同日11月9日より、バンド初となるZeppツアー「Mrs. GREEN APPLE Zepp Tour 2022 ゼンジン未到とリライアンス 〜復誦編〜」をスタート[97]。11月から12月にかけて、全国のZeppを巡る全7都市14公演のツアー。

2023年
- 1月9日、2019年にリリースされた8thシングル「僕のこと」に新たにオーケストラアレンジを加えて再レコーディングされた「僕のこと (Orchestra ver.)」をリリース。本楽曲は、2022年11月よりオンエアされているカロリーメイト受験生応援CM「狭い広い世界で」篇に起用された[98]。11月1日には、本CMが「2023 63rd ACC TOKYOCREATIVITY AWARDS フィルム部門」において「総務大臣賞」に選出された[99]。
- 4月4日・5日、東京・Zepp DiverCityにて7年ぶりとなる対バンライブ「Mrs. TAIBAN LIVE」を開催。4日にはももいろクローバーZ・PEOPLE 1、5日にはフジファブリック・ネクライトーキーがそれぞれ出演した[100][101]。
- 4月5日より、バンド初となる地上波冠番組『ミセススクールクエスト』がテレビ朝日系「バラバラ大作戦」枠にて放送開始。
- 4月25日、7th配信シングル「ケセラセラ」をリリース。本楽曲は、4月30日より放送開始したABCテレビ・テレビ朝日系連続ドラマ『日曜の夜ぐらいは…』主題歌として書き下ろされ[102]、同年の日本レコード大賞にて「大賞」を受賞した[103]。
- 5月13日・20日、大阪・海とのふれあい広場、東京・若洲公園にて開催された都市型音楽フェス「METROCK2023」にヘッドライナーとして出演[104]。
- 6月5日、同月2日に公開された『スパイダーマン』シリーズ最新作『スパイダーマン: アクロス・ザ・スパイダーバース』日本最速試写会レッドカーペットイベントに参加した[105]。
- 6月13日、5thアルバム『ANTENNA』より「Magic」を先行配信。本楽曲は、6月5日よりオンエアされたコカ・コーラのテレビCMのために書き下ろされた[106]。
- 7月5日、前作『Attitude』より4年ぶりとなる5thアルバム『ANTENNA』をリリース[107]。
- 7月8日より、バンドとして4年ぶりとなるアリーナツアー「Mrs. GREEN APPLE ARENA TOUR 2023 "NOAH no HAKOBUNE"」を全国3都市（埼玉・大阪・愛知）で開催[108][109]。翌年1月12日には、本公演を収録した映像作品をリリース[110]。
- 8月5日・19日、冠音楽バラエティ番組『Cafe GREEN APPLE 〜ミセスLOVERが集う店〜』がテレビ朝日系にて放送[111]。
- 8月12日・13日、バンド初となるドームライブ「Mrs. GREEN APPLE DOME LIVE 2023 "Atlantis"」をベルーナドームにて開催[112]。翌年1月12日には、本公演を収録した映像作品をリリース[110]。
- 8月26日・27日、千葉・幕張メッセにて開催された都市型音楽フェス「The MusiQuest」にヘッドライナーとして出演[113]。
- 11月13日、第74回NHK紅白歌合戦の初出場が決定。当日は白組として出場し「ダンスホール」を歌唱した[114]。
- 11月22日、神奈川・Kアリーナ横浜にて開催された「MTV VMAJ 2023」において「Video of the Year」「Best Alternative Video」「Best Visual Effects」「Artist of the Year」を受賞し、史上初の4冠を達成した[115][116]。
- 11月27日に発表された「GQ MEN OF THE YEAR 2023」においてベスト・アーティスト賞を受賞[117]。
- 12月20日より、ファンクラブツアー「Mrs. GREEN APPLE 2023-2024 FC TOUR "The White Lounge"」をスタート。

### 2024年・2025年：デビュー10周年「MGA MAGICAL 10 YEARS」
2024年
- 1月17日、8th配信シングル「ナハトムジーク」をリリース。本楽曲は、映画『サイレントラブ』主題歌として書き下ろされた[118]。
- 4月12日、9th配信シングル「ライラック」をリリース。本楽曲は、テレビ東京系アニメ『忘却バッテリー』オープニングテーマとして書き下ろされ[119]、同年の日本レコード大賞にて「大賞」を受賞した[120]。
- 4月12日・13日、神奈川・Kアリーナ横浜にて開催されたテレビ朝日開局65周年記念イベント「The Performance」に出演。ガールズグループ・NiziUとの対バンライブが行われた[121]。
- 5月20日、10th配信シングル「Dear」をリリース。本楽曲は、映画『ディア・ファミリー』主題歌に起用された[122]。
- 5月21日・22日、神奈川・横浜アリーナにて対バンライブ「Mrs. TAIBAN LIVE 2024」を開催。21日には乃木坂46、22日にはキタニタツヤ・imaseがそれぞれ出演した[123]。
- 6月4日、ファンコミュニケーションアプリ「bubble」の日本版「bubble for JAPAN」がオープンし、Mrs. GREEN APPLEの参加が決定[124]。
- 6月12日、11th配信シングル「コロンブス」をリリース。本楽曲は、コカ・コーラ「Coke STUDIO」キャンペーンソングであり[125]、コカ・コーラの新CM「Coke STUDIO 魔法のはじまり」篇に起用されたが[126]、13日にミュージックビデオの騒動により、本楽曲を使用した広告素材の放映が停止された[127]。

- 7月3日、12th配信シングル「アポロドロス」をリリース。本楽曲は、テレビ朝日系2024スポーツ応援ソングに起用された[128]。また、8月10日に東京・明治神宮外苑にて開催された「東日本大震災・九州災害復興チャリティー 2024 神宮外苑花火大会」では、本楽曲とのコラボ花火が打ち上げられた[129]。
- 7月6日より、バンド初となるスタジアムツアー「ゼンジン未到とヴェルトラウム 〜銘銘編〜」をスタート[130]。翌年2月26日には、横浜スタジアム公演を収録した映像作品をリリース[131]。
- 8月9日、13th配信シングル「familie」をリリース。本楽曲は、Honda「FREED」CMソングに起用された[132]。
- 9月8日、ニューヨークにて開催された「トミーヒルフィガー」2025春夏コレクションショーに来場した[133]。18日には「トミーヒルフィガー」ジャパンアンバサダーに就任したことが発表された[134]。
- 9月13日、昨年12月から同年3月にかけて開催されたファンクラブツアー「Mrs. GREEN APPLE 2023-2024 FC TOUR "The White Lounge"」を映画化した『Mrs. GREEN APPLE // The White Lounge in CINEMA』が公開された[135]。9月23日には、サウンドトラック『The White Lounge in CINEMA - Original Soundtrack -』を配信リリース[136]。12月27日には、本公演を収録した映像作品をリリース[137]。
- 10月5日より、神奈川・Kアリーナ横浜にて定期公演「Mrs. GREEN APPLE on "Harmony"」をスタート[138]。バンド初となる定期公演で、全10公演が開催された[23]。2025年7月8日には、本公演を収録した映像作品をリリース予定[139]。
- 11月17日、都内にて開催された「Mrs. GREEN APPLE 18祭」に出演。テーマは「本音」で、日本全国の18歳世代から「本音」を表現した動画を募集し、動画をもとに楽曲「ダーリン」が制作された[140]。当日の模様は、同年12月25日にNHK総合にて放送され[141]、テーマソング「ダーリン」は、2025年1月20日に15th配信シングルとしてリリースされた[142]。
- 11月19日、第75回NHK紅白歌合戦の出場が決定[143]。当日は白組として出場し「青と夏」「ライラック」をメドレーで歌唱した[144]。
- 11月29日、14th配信シングル「ビターバカンス」をリリース。本楽曲は、映画『聖☆おにいさん THE MOVIE 〜ホーリーメン VS 悪魔軍団〜』主題歌として書き下ろされた[145]。
- 12月2日、記者発表を実施。発表の様子は、公式YouTubeチャンネルにて生配信された。翌年に控えたデビュー10周年を記念し「MGA MAGICAL 10 YEARS」と題した様々な企画が発表された[146]。

2025年
- 2月15日・16日、韓国・高麗大学校にてバンド初の韓国公演「MGA LIVE in SEOUL, KOREA 2025」を開催[147]。
- 3月19日、神奈川・Kアリーナ横浜にて開催された「MTV VMAJ 2025」において「Video of the Year」「Best Group Video -Japan-」「Best Art Direction Video」「Best Cinematography」を受賞し、史上初の2年連続となる4冠を達成した[148]。
- 4月5日、16th配信シングル「クスシキ」をリリース[149]。本楽曲は、日本テレビ系アニメ『薬屋のひとりごと』第2期第2クールオープニングテーマに起用された[150]。
- 4月23日、同年7月2日よりスタート予定の東京ディズニーリゾートのサマーイベント「サマー・クールオフ at Tokyo Disney Resort」とのコラボレーションが発表された[151]。イベントのテーマソング「Carrying Happiness」を担当するほか[152]、アトラクションやショーで楽曲が使用される[153]。東京ディズニーリゾートのアトラクションで、日本人アーティストの楽曲が使用されるのは初である[151]。
- 5月2日、17th配信シングル「天国」をリリース。本楽曲は、大森が主演を務める映画『#真相をお話しします』主題歌に起用された[154]。
- 5月21日・22日、ロームシアター京都にて開催された「MUSIC AWARDS JAPAN 2025」において、主要6部門である「最優秀アーティスト賞」と「最優秀ジャパニーズソングアーティスト賞」「カラオケ特別賞 カラオケ・オブ・ザ・イヤー：J-Pop powered by DAM & JOYSOUND」を受賞[155]。
- 6月2日、TBSテレビ系にて冠番組『テレビ×ミセス』が放送。メンバーがMCを務め、ゲストアーティストとトークやコラボレーションでのスペシャルライブを放送する[156]。
- 6月4日、18th配信シングル「breakfast」をリリース。本楽曲は、フジテレビ系『サン!シャイン』テーマソングに起用された[157]。
- 6月18日、神奈川・Kアリーナ横浜にて音楽イベント「Mrs. GREEN APPLE presents "CEREMONY"」を開催[158]。ライブやフェスとは異なった、ファッション・音楽・カルチャーが融合したエンタテインメントショーであり、ATEEZ・日向坂46・HY・LE SSERAFIMなどが出演した[159]。
- 7月7日より、デビュー10周年プロジェクト「MGA MAGICAL 10 YEARS LANDMARK」がスタート。本プロジェクトは、全国の商業施設にて開催される一連のイベントであり、全国10都市14会場では、本プロジェクトのポップアップストアも開催[160][147]。
- 7月8日、2作目となるベストアルバム『10』をリリース。
- 7月19日、19th配信シングル「Carrying Happiness」をリリース。本楽曲は、7月2日よりスタートした東京ディズニーリゾートのサマーイベント「サマー・クールオフ at Tokyo Disney Resort」のテーマ曲として起用された[161]。
- 7月26日・27日、デビュー10周年を記念したアニバーサリーライブ「MGA MAGICAL 10 YEARS ANNIVERSARY LIVE 〜FJORD〜」を山下埠頭にて開催。2日間で10万人を動員した[146]。また、2日目の7月27日は、全国325館の映画館でのライブビューイングや、WOWOWでの生中継、計15の配信プラットフォームでの生配信"みるハコ"でのカラオケビューイングなど、あらゆるスタイルで楽しめるようにした。[162]なお、本公演にて発生した音漏れに苦情や批判が殺到し、謝罪文を発表する事態となった[163]。

- 8月11日、20th配信シングル「夏の影」をリリース。本楽曲は、午後の紅茶「夏の影篇」CMソングに起用された[164]。
- 秋、全国で展覧会を開催予定[147]。
- 10月25日より、バンド初の5大ドームツアー「Mrs. GREEN APPLE DOME TOUR 2025 "BABEL no TOH"」をスタート予定[165]。本ツアーは、2023年に開催されたドームライブ「Mrs. GREEN APPLE DOME LIVE 2023 "Atlantis"」の続編となっている[146]。
- 11月28日、デビュー10周年を記念したアニバーサリーライブを映画化したライブフィルム『MGA MAGICAL 10 YEARS ANNIVERSARY LIVE FJORD ON SCREEN』と、ドキュメンタリーフィルムが同時公開予定。ライブフィルムは、IMAXでの上映が予定されている[166]。

## ディスコグラフィ
フィジカルで発売された作品の項目の最高位は、以下のランキングのものを記載する。
- CDシングル：オリコン週間シングルランキング[167]
- CDアルバム：オリコン週間アルバムランキング[168]
- 映像作品：オリコン週間ミュージックDVD・BDランキング[169]

### シングル

#### CDシングル
|      | 発売日         | タイトル                | 規格         | 規格品番                 | 順位 | 収録アルバム     |
| ---- | -------------- | ----------------------- | ------------ | ------------------------ | ---- | ---------------- |
| 1st  | 2015年12月16日 | Speaking                | CD+DVD       | UPCH-89245（初回限定盤） | 22位 | TWELVE           |
| 1st  | 2015年12月16日 | Speaking                | CD           | UPCH-80419（通常盤）     | 22位 | TWELVE           |
| 2nd  | 2016年6月15日  | サママ・フェスティバル! | CD+DVD       | UPCH-89265（初回限定盤） | 9位  | Mrs. GREEN APPLE |
| 2nd  | 2016年6月15日  | サママ・フェスティバル! | CD           | UPCH-80434（通常盤）     | 9位  | Mrs. GREEN APPLE |
| 3rd  | 2016年11月2日  | In the Morning          | CD+DVD       | UPCH-89308（初回限定盤） | 24位 | Mrs. GREEN APPLE |
| 3rd  | 2016年11月2日  | In the Morning          | CD           | UPCH-80451（通常盤）     | 24位 | Mrs. GREEN APPLE |
| 4th  | 2017年5月3日   | どこかで日は昇る        | CD+DVD       | UPCH-89328（初回限定盤） | 13位 | ENSEMBLE         |
| 4th  | 2017年5月3日   | どこかで日は昇る        | CD           | UPCH-80467（通常盤）     | 13位 | ENSEMBLE         |
| 5th  | 2017年8月30日  | WanteD! WanteD!         | CD+DVD       | UPCH-89356（初回限定盤） | 13位 | ENSEMBLE         |
| 5th  | 2017年8月30日  | WanteD! WanteD!         | CD           | UPCH-80477（通常盤）     | 13位 | ENSEMBLE         |
| 6th  | 2018年2月14日  | Love me, Love you       | CD+DVD       | UPCH-89374（初回限定盤） | 19位 | ENSEMBLE         |
| 6th  | 2018年2月14日  | Love me, Love you       | CD           | UPCH-80487（通常盤）     | 19位 | ENSEMBLE         |
| 7th  | 2018年8月1日   | 青と夏                  | CD+DVD       | UPCH-89376（初回限定盤） | 14位 | Attitude         |
| 7th  | 2018年8月1日   | 青と夏                  | CD           | UPCH-80493（通常盤）     | 14位 | Attitude         |
| 8th  | 2019年1月9日   | 僕のこと                | CD+DVD       | UPCH-89399（初回限定盤） | 4位  | Attitude         |
| 8th  | 2019年1月9日   | 僕のこと                | CD           | UPCH-80509（通常盤）     | 4位  | Attitude         |
| 9th  | 2019年4月3日   | ロマンチシズム          | CD+DVD+GOODS | D2CN-1510（ドッグ盤）    | 9位  | Attitude         |
| 9th  | 2019年4月3日   | ロマンチシズム          | CD+DVD       | UPCH-89403（初回限定盤） | 9位  | Attitude         |
| 9th  | 2019年4月3日   | ロマンチシズム          | CD           | UPCH-80514（通常盤）     | 9位  | Attitude         |
| 10th | 2022年11月9日  | Soranji                 | CD+DVD       | UPCH-89491（初回限定盤） | 6位  | ANTENNA          |
| 10th | 2022年11月9日  | Soranji                 | CD           | UPCH-80580（通常盤）     | 6位  | ANTENNA          |

#### 配信限定シングル
|      | 配信日 | 配信日          | タイトル                        | 順位            | 順位     | 順位     | 順位     | 順位 | 順位 | 認定（RIAJ） | 認定（RIAJ） | 収録アルバム |
| 年   | 月日   | Billboard JAPAN | Billboard JAPAN                 | Billboard JAPAN | オリコン | オリコン | オリコン |      |      | 認定（RIAJ） | 認定（RIAJ） | 収録アルバム |
| 年   | 月日   | Hot 100         | タイトル                        | DL              | ST       |          |          |      |      |              |              | 収録アルバム |
| 年   | 月日   | Hot 100         | タイトル                        | DL              | ST       | DS       | ST       | 合算 | DL   | ST           |              | 収録アルバム |
| ---- | ------ | --------------- | ------------------------------- | --------------- | -------- | -------- | -------- | ---- | ---- | ------------ | ------------ | ------------ |
| 1st  | 2017年 | 12月4日         | WHOO WHOO WHOO                  | -               | 51位     | -        | -        | -    | -    | -            | -            | ENSEMBLE     |
| 2nd  | 2017年 | 12月25日        | WanteD! WanteD! (KERENMI Remix) | -               | -        | -        | -        | -    | -    | -            | -            | 未収録       |
| 3rd  | 2019年 | 7月18日         | インフェルノ                    | 17位            | 6位      | 11位     | 5位      | 8位  | 17位 | プラチナ     | ダイヤモンド | Attitude     |
| 4th  | 2020年 | 4月10日         | PRESENT (English ver.)          | 51位            | 18位     | -        | -        | -    | 45位 | -            | -            | 未収録       |
| 5th  | 2022年 | 3月18日         | ニュー・マイ・ノーマル          | 23位            | 19位     | 45位     | 17位     | 35位 | 38位 | -            | プラチナ     | Unity        |
| 6th  | 2023年 | 1月9日          | 僕のこと (Orchestra ver.)       | 93位            | 8位      | -        | 9位      | -    | -    | -            | -            | 未収録       |
| 7th  | 2023年 | 4月25日         | ケセラセラ                      | 4位             | 5位      | 3位      | 5位      | 3位  | 5位  | -            | ダイヤモンド | ANTENNA      |
| 8th  | 2024年 | 1月17日         | ナハトムジーク                  | 3位             | 1位      | 6位      | 1位      | 6位  | 8位  | -            | プラチナ     | 10           |
| 9th  | 2024年 | 4月12日         | ライラック                      | 1位             | 4位      | 1位      | 3位      | 1位  | 1位  | プラチナ     | ダイヤモンド | 10           |
| 10th | 2024年 | 5月20日         | Dear                            | 8位             | 3位      | 8位      | 3位      | 6位  | 12位 | -            | プラチナ     | 10           |
| 11th | 2024年 | 6月12日         | コロンブス                      | 4位             | 2位      | 4位      | 2位      | 4位  | 7位  | -            | プラチナ     | 10           |
| 12th | 2024年 | 7月3日          | アポロドロス                    | 16位            | 5位      | 22位     | 5位      | 21位 | 20位 | -            | ゴールド     | 10           |
| 13th | 2024年 | 8月9日          | familie                         | 3位             | 1位      | 2位      | 1位      | 6位  | 8位  | -            | プラチナ     | 10           |
| 14th | 2024年 | 11月29日        | ビターバカンス                  | 1位             | 1位      | 2位      | 1位      | 2位  | 6位  | -            | プラチナ     | 10           |
| 15th | 2025年 | 1月20日         | ダーリン                        | 2位             | 2位      | 1位      | 2位      | 2位  | 1位  | -            | プラチナ     | 10           |
| 16th | 2025年 | 4月5日          | クスシキ                        | 1位             | 1位      | 1位      | 1位      | 1位  | 2位  | -            | ゴールド     | 10           |
| 17th | 2025年 | 5月2日          | 天国                            | 1位             | 3位      | 1位      | 3位      | 1位  | 4位  | -            | -            | 10           |
| 18th | 2025年 | 6月4日          | breakfast                       | 1位             | 1位      | 1位      | 1位      | 2位  | 6位  | -            | -            | 10           |
| 19th | 2025年 | 7月19日         | Carrying Happiness              | 4位             | 1位      | 5位      | 3位      | 13位 | 13位 | -            | -            | 未収録       |
| 20th | 2025年 | 8月11日         | 夏の影                          | TBA             | TBA      | TBA      | TBA      | TBA  | TBA  | TBA          | TBA          | 未収録       |

### アルバム

#### ミニアルバム
|     | 発売日         | タイトル     | 規格         | 規格品番                     | 順位  | レーベル                         |
| --- | -------------- | ------------ | ------------ | ---------------------------- | ----- | -------------------------------- |
| 1st | 2014年7月5日   | Introduction | CD           | -                            | -     | 会場限定盤                       |
| 2nd | 2015年2月18日  | Progressive  | CD           | MGAL-0001                    | 125位 | ProBabLy RecOrds（インディーズ） |
| 3rd | 2015年7月8日   | Variety      | CD           | UPCH-20396                   | 38位  | EMI Records（メジャー）          |
| 4th | 2022年7月8日   | Unity        | CD+DVD+GOODS | UPCH-29432（完全生産限定盤） | 3位   | EMI Records（メジャー）          |
| 4th | 2022年7月8日   | Unity        | CD+DVD       | UPCH-29433（初回限定盤）     | 3位   | EMI Records（メジャー）          |
| 4th | 2022年7月8日   | Unity        | CD           | UPCH-20620（通常盤）         | 3位   | EMI Records（メジャー）          |
| 4th | 2025年11月26日 | Unity        | LP           | UPJH-20080                   | 3位   | EMI Records（メジャー）          |

#### フルアルバム
|     | 発売日        | タイトル         | 規格             | 規格品番                           | 順位 |
| --- | ------------- | ---------------- | ---------------- | ---------------------------------- | ---- |
| 1st | 2016年1月13日 | TWELVE           | CD+DVD           | UPCH-29210（初回限定盤）           | 10位 |
| 1st | 2016年1月13日 | TWELVE           | CD               | UPCH-20411（通常盤）               | 10位 |
| 2nd | 2017年1月11日 | Mrs. GREEN APPLE | CD+DVD           | UPCH-29244（初回限定盤）           | 9位  |
| 2nd | 2017年1月11日 | Mrs. GREEN APPLE | CD+絵本          | UPCH-29245（Picture Book Edition） | 9位  |
| 2nd | 2017年1月11日 | Mrs. GREEN APPLE | CD               | UPCH-20443（通常盤）               | 9位  |
| 3rd | 2018年4月18日 | ENSEMBLE         | CD+DVD           | UPCH-29294（初回限定盤）           | 3位  |
| 3rd | 2018年4月18日 | ENSEMBLE         | CD               | UPCH-20483（通常盤）               | 3位  |
| 4th | 2019年10月2日 | Attitude         | CD+DVD           | UPCH-29343（初回限定盤）           | 4位  |
| 4th | 2019年10月2日 | Attitude         | CD               | UPCH-20531（通常盤）               | 4位  |
| 5th | 2023年7月5日  | ANTENNA          | CD+Blu-ray+GOODS | PRON-1061（Ringo Jam会員限定盤）   | 2位  |
| 5th | 2023年7月5日  | ANTENNA          | CD+Blu-ray+GOODS | UPCH-29458（完全生産限定盤）       | 2位  |
| 5th | 2023年7月5日  | ANTENNA          | CD+DVD           | UPCH-29459（初回限定盤）           | 2位  |
| 5th | 2023年7月5日  | ANTENNA          | CD               | UPCH-20655（通常盤）               | 2位  |

#### ベストアルバム
|     | 発売日         | タイトル | 規格                 | 規格品番                                  | 順位 |
| --- | -------------- | -------- | -------------------- | ----------------------------------------- | ---- |
| 1st | 2020年7月8日   | 5        | CD+DVD+Blu-ray+GOODS | UPCH-29368（COMPLETE BOX）                | 2位  |
| 1st | 2020年7月8日   | 5        | CD+DVD               | UPCH-29363（初回限定盤）                  | 2位  |
| 1st | 2020年7月8日   | 5        | CD                   | UPCH-20549（通常盤）                      | 2位  |
| 2nd | 2025年7月8日   | 10       | CD+2Blu-ray+GOODS    | UPCH-29493（10 & "Harmony" COMPLETE BOX） | 1位  |
| 2nd | 2025年7月8日   | 10       | CD+3DVD+GOODS        | UPCH-29494（10 & "Harmony" COMPLETE BOX） | 1位  |
| 2nd | 2025年7月8日   | 10       | CD+Blu-ray           | UPCH-29495（初回限定盤）                  | 1位  |
| 2nd | 2025年7月8日   | 10       | CD+DVD               | UPCH-29496（初回限定盤）                  | 1位  |
| 2nd | 2025年7月8日   | 10       | CD                   | UPCH-20693（通常盤）                      | 1位  |
| 2nd | 2025年7月8日   | 10       | CD                   | UPCH-29497（MAGICAL PRICE盤）             | 1位  |
| 2nd | 2025年11月26日 | 10       | LP                   | UPJH-20081                                | TBA  |

#### サウンドトラック
|     | 配信日        | タイトル                                           | 規格                   | 順位 |
| --- | ------------- | -------------------------------------------------- | ---------------------- | ---- |
| 1st | 2024年9月23日 | The White Lounge in CINEMA - Original Soundtrack - | デジタル・ダウンロード | 2位  |

#### 配信限定アルバム
| 配信日        | タイトル                   | 規格                   |
| ------------- | -------------------------- | ---------------------- |
| 2017年7月18日 | はじめてのMrs. GREEN APPLE | デジタル・ダウンロード |
| 2020年12月7日 | 5 -Instrumentals-          | デジタル・ダウンロード |

### 映像作品
|     | 発売日         | タイトル                                                       | 規格              | 規格品番                                        | 順位 |
| --- | -------------- | -------------------------------------------------------------- | ----------------- | ----------------------------------------------- | ---- |
| 1st | 2017年4月5日   | In the Morning Tour - LIVE at TOKYO DOME CITY HALL 20161208    | Blu-ray           | UPXH-20050                                      | -    |
| 1st | 2017年4月5日   | In the Morning Tour - LIVE at TOKYO DOME CITY HALL 20161208    | 2DVD              | UPBH-20180/1                                    | 15位 |
| 2nd | 2019年1月9日   | ENSEMBLE TOUR 〜ソワレ・ドゥ・ラ・ブリュ〜                     | 2Blu-ray          | UPXH-20077/8                                    | 8位  |
| 2nd | 2019年1月9日   | ENSEMBLE TOUR 〜ソワレ・ドゥ・ラ・ブリュ〜                     | 2DVD              | UPBH-20235/6                                    | 2位  |
| 3rd | 2020年7月8日   | EDEN no SONO Live at YOKOHAMA ARENA 2019.12.08                 | 2Blu-ray          | UPXH-29036（初回限定盤）                        | 6位  |
| 3rd | 2020年7月8日   | EDEN no SONO Live at YOKOHAMA ARENA 2019.12.08                 | 2Blu-ray          | UPXH-20093（通常盤）                            | 6位  |
| 3rd | 2020年7月8日   | EDEN no SONO Live at YOKOHAMA ARENA 2019.12.08                 | 2DVD              | UPBH-29089（初回限定盤）                        | 3位  |
| 3rd | 2020年7月8日   | EDEN no SONO Live at YOKOHAMA ARENA 2019.12.08                 | 2DVD              | UPBH-20265/6（通常盤）                          | 3位  |
| 4th | 2022年12月14日 | ARENA SHOW "Utopia"                                            | Blu-ray           | UPXH-29058（初回限定盤）                        | 5位  |
| 4th | 2022年12月14日 | ARENA SHOW "Utopia"                                            | Blu-ray           | UPXH-20118（通常盤）                            | 5位  |
| 4th | 2022年12月14日 | ARENA SHOW "Utopia"                                            | 2DVD              | UPBH-29095（初回限定盤）                        | 4位  |
| 4th | 2022年12月14日 | ARENA SHOW "Utopia"                                            | 2DVD              | UPBH-20294（通常盤）                            | 4位  |
| 5th | 2024年1月12日  | ARENA TOUR 2023 "NOAH no HAKOBUNE"                             | Blu-ray           | UPXH-20132（通常盤）                            | 3位  |
| 5th | 2024年1月12日  | ARENA TOUR 2023 "NOAH no HAKOBUNE"                             | 2DVD              | UPBH-20315/6（通常盤）                          | 2位  |
| 5th | 2024年1月12日  | ARENA TOUR 2023 "NOAH no HAKOBUNE" & DOME LIVE 2023 "Atlantis" | 2Blu-ray+GOODS    | UPXH-29063（完全生産限定 SPECIAL COMPLETE BOX） | 2位  |
| 6th | 2024年1月12日  | ARENA TOUR 2023 "NOAH no HAKOBUNE" & DOME LIVE 2023 "Atlantis" | 4DVD+GOODS        | UPBH-29099（完全生産限定 SPECIAL COMPLETE BOX） | 2位  |
| 6th | 2024年1月12日  | DOME LIVE 2023 "Atlantis"                                      | Blu-ray           | UPXH-20133（通常盤）                            | 2位  |
| 6th | 2024年1月12日  | DOME LIVE 2023 "Atlantis"                                      | 2DVD              | UPBH-20317/8（通常盤）                          | 1位  |
| 7th | 2024年12月27日 | The White Lounge in CINEMA                                     | Blu-ray+GOODS     | UPXH-29069（初回限定BOX）                       | 1位  |
| 7th | 2024年12月27日 | The White Lounge in CINEMA                                     | 2DVD+GOODS        | UPBH-29101（初回限定BOX）                       | 1位  |
| 7th | 2024年12月27日 | The White Lounge in CINEMA                                     | Blu-ray           | UPXH-20142（通常盤）                            | 1位  |
| 7th | 2024年12月27日 | The White Lounge in CINEMA                                     | 2DVD              | UPBH-20328/9（通常盤）                          | 1位  |
| 8th | 2025年2月26日  | ゼンジン未到とヴェルトラウム 〜銘銘編〜                        | Blu-ray+GOODS     | UPXH-29071（初回限定BOX）                       | 1位  |
| 8th | 2025年2月26日  | ゼンジン未到とヴェルトラウム 〜銘銘編〜                        | DVD+GOODS         | UPBH-29102（初回限定BOX）                       | 1位  |
| 8th | 2025年2月26日  | ゼンジン未到とヴェルトラウム 〜銘銘編〜                        | Blu-ray           | UPXH-20144（通常盤）                            | 1位  |
| 8th | 2025年2月26日  | ゼンジン未到とヴェルトラウム 〜銘銘編〜                        | DVD               | UPBH-20330/1（通常盤）                          | 1位  |
| 9th | 2025年7月8日   | Mrs. GREEN APPLE on "Harmony"                                  | CD+2Blu-ray+GOODS | UPCH-29493（10 & "Harmony" COMPLETE BOX）       | 1位  |
| 9th | 2025年7月8日   | Mrs. GREEN APPLE on "Harmony"                                  | CD+3DVD+GOODS     | UPCH-29494（10 & "Harmony" COMPLETE BOX）       | 1位  |
| 9th | 2025年7月8日   | Mrs. GREEN APPLE on "Harmony"                                  | Blu-ray           | UPXH-20146（通常盤）                            | 1位  |
| 9th | 2025年7月8日   | Mrs. GREEN APPLE on "Harmony"                                  | 2DVD              | UPBH-20335/6（通常盤）                          | 1位  |

### ミュージックビデオ
| 公開日 | 公開日   | タイトル                                           | リンク      | 備考                                                       |
| 年     | 月日     | タイトル                                           | リンク      | 備考                                                       |
| ------ | -------- | -------------------------------------------------- | ----------- | ---------------------------------------------------------- |
| 2015年 | 2月3日   | ナニヲナニヲ                                       | [ 動画 1 ]  |                                                            |
| 2015年 | 7月8日   | StaRt                                              | [ 動画 2 ]  |                                                            |
| 2015年 | 12月16日 | Speaking                                           | [ 動画 3 ]  |                                                            |
| 2016年 | 1月14日  | パブリック                                         | [ 動画 4 ]  |                                                            |
| 2016年 | 2月24日  | ミスカサズ                                         | [ 動画 5 ]  | リリックビデオ。                                           |
| 2016年 | 6月15日  | サママ・フェスティバル!                            | [ 動画 6 ]  |                                                            |
| 2016年 | 9月15日  | サママ・フェスティバル! 〜2016サママ・バージョン〜 | [ 動画 7 ]  |                                                            |
| 2016年 | 11月6日  | In the Morning                                     | [ 動画 8 ]  |                                                            |
| 2017年 | 1月11日  | 鯨の唄                                             | [ 動画 9 ]  |                                                            |
| 2017年 | 2月3日   | soFt-dRink                                         | [ 動画 10 ] | 映画『ポエトリーエンジェル』とのコラボレーションビデオ。   |
| 2017年 | 5月2日   | どこかで日は昇る                                   | [ 動画 11 ] |                                                            |
| 2017年 | 9月8日   | WanteD! WanteD!                                    | [ 動画 12 ] |                                                            |
| 2017年 | 12月4日  | WHOO WHOO WHOO                                     | [ 動画 13 ] | ショートバージョン。                                       |
| 2017年 | 12月25日 | WanteD! WanteD! (KERENMI Remix)                    | [ 動画 14 ] | ショートバージョン。                                       |
| 2018年 | 2月9日   | 春愁                                               | [ 動画 15 ] |                                                            |
| 2018年 | 2月9日   | 春愁 (合唱ver.)                                    | [ 動画 16 ] | 早稲田実業学校音楽部合唱班が合唱に参加している。           |
| 2018年 | 2月14日  | Love me, Love you                                  | [ 動画 17 ] |                                                            |
| 2018年 | 4月17日  | PARTY                                              | [ 動画 18 ] |                                                            |
| 2018年 | 4月27日  | はじまり feat. キヨサク from MONGOL800             | [ 動画 19 ] |                                                            |
| 2018年 | 5月10日  | アウフヘーベン                                     | [ 動画 20 ] |                                                            |
| 2018年 | 8月10日  | 青と夏                                             | [ 動画 21 ] |                                                            |
| 2018年 | 12月14日 | 僕のこと                                           | [ 動画 22 ] | ショートバージョンのリリックビデオ。                       |
| 2019年 | 1月17日  | 僕のこと                                           | [ 動画 23 ] |                                                            |
| 2019年 | 4月3日   | How-to                                             | [ 動画 24 ] |                                                            |
| 2019年 | 4月10日  | ロマンチシズム                                     | [ 動画 25 ] |                                                            |
| 2019年 | 8月2日   | インフェルノ                                       | [ 動画 26 ] |                                                            |
| 2019年 | 8月24日  | lovin'                                             | [ 動画 27 ] |                                                            |
| 2019年 | 9月19日  | CHEERS                                             | [ 動画 28 ] |                                                            |
| 2019年 | 10月5日  | 僕のこと (合唱ver.)                                | [ 動画 29 ] | 神奈川県立湘南高等学校合唱部が合唱に参加している。         |
| 2019年 | 10月5日  | Attitude                                           | [ 動画 30 ] |                                                            |
| 2020年 | 4月10日  | PRESENT (English ver.)                             | [ 動画 31 ] | リリックビデオ。                                           |
| 2020年 | 4月10日  | PRESENT (English ver.)                             | [ 動画 32 ] |                                                            |
| 2020年 | 5月8日   | PRESENT (Japanese ver.)                            | [ 動画 33 ] |                                                            |
| 2020年 | 5月27日  | アボイドノート                                     | [ 動画 34 ] |                                                            |
| 2020年 | 6月24日  | スターダム                                         | [ 動画 35 ] | リリックビデオ。                                           |
| 2020年 | 7月3日   | WanteD! WanteD! (Side Story ver.)                  | [ 動画 36 ] | 平手友梨奈が特別出演している。                             |
| 2020年 | 7月8日   | Theater                                            | [ 動画 37 ] |                                                            |
| 2020年 | 8月30日  | 青と夏                                             | [ 動画 38 ] | リリックビデオ。                                           |
| 2021年 | 6月17日  | ProPose                                            | [ 動画 39 ] | リリックビデオ。                                           |
| 2021年 | 6月21日  | REVERSE                                            | [ 動画 40 ] | リリックビデオ。                                           |
| 2021年 | 6月28日  | soFt-dRink                                         | [ 動画 41 ] | リリックビデオ。                                           |
| 2021年 | 7月5日   | ツキマシテハ                                       | [ 動画 42 ] | リリックビデオ。                                           |
| 2021年 | 7月7日   | Hug                                                | [ 動画 43 ] | リリックビデオ。                                           |
| 2021年 | 7月7日   | 我逢人                                             | [ 動画 44 ] | ステージミックスビデオ。                                   |
| 2022年 | 3月18日  | ニュー・マイ・ノーマル                             | [ 動画 45 ] |                                                            |
| 2022年 | 6月28日  | ダンスホール                                       | [ 動画 46 ] |                                                            |
| 2022年 | 11月2日  | Soranji                                            | [ 動画 47 ] |                                                            |
| 2022年 | 11月8日  | フロリジナル                                       | [ 動画 48 ] |                                                            |
| 2022年 | 12月22日 | Soranji                                            | [ 動画 49 ] | リリックビデオ。                                           |
| 2023年 | 4月25日  | ケセラセラ                                         | [ 動画 50 ] |                                                            |
| 2023年 | 6月13日  | Magic                                              | [ 動画 51 ] |                                                            |
| 2023年 | 9月16日  | ANTENNA                                            | [ 動画 52 ] |                                                            |
| 2023年 | 11月17日 | アンラブレス                                       | [ 動画 53 ] | リリックビデオ。                                           |
| 2024年 | 1月17日  | ナハトムジーク                                     | [ 動画 54 ] |                                                            |
| 2024年 | 4月13日  | ライラック                                         | [ 動画 55 ] |                                                            |
| 2024年 | 5月20日  | Dear                                               | [ 動画 56 ] |                                                            |
| 2024年 | 6月12日  | コロンブス                                         |             | 後述の指摘を受けて、6月13日に公開停止された。              |
| 2024年 | 7月3日   | アポロドロス                                       | [ 動画 57 ] | リリックビデオ。                                           |
| 2024年 | 7月4日   | ライラック                                         | [ 動画 58 ] | テレビアニメ『忘却バッテリー』とのコラボレーションビデオ。 |
| 2024年 | 8月20日  | familie                                            | [ 動画 59 ] |                                                            |
| 2024年 | 11月29日 | ビターバカンス                                     | [ 動画 60 ] |                                                            |
| 2025年 | 1月20日  | ダーリン                                           | [ 動画 61 ] |                                                            |
| 2025年 | 4月5日   | クスシキ                                           | [ 動画 62 ] |                                                            |
| 2025年 | 4月10日  | ダーリン                                           | [ 動画 63 ] | リリックビデオ。                                           |
| 2025年 | 5月2日   | 天国                                               | [ 動画 64 ] |                                                            |
| 2025年 | 6月4日   | breakfast                                          | [ 動画 65 ] |                                                            |
| 2025年 | 8月11日  | 夏の影                                             |             |                                                            |

### ライブビデオ
| 公開日 | 公開日   | タイトル                        | リンク       | 備考 |
| 年     | 月日     | タイトル                        | リンク       | 備考 |
| ------ | -------- | ------------------------------- | ------------ | --- |
| 2014年 | 12月3日  | ナニヲナニヲ                    | [ 動画 66 ]  | 2014年11月9日、新宿MARZにて開催された「ゼンジン未到とパラダイムシフト 〜音楽編〜」の映像。 |
| 2015年 | 5月13日  | アンゼンパイ                    | [ 動画 67 ]  | 2015年3月26日、新代田FEVERにて開催された「ゼンジン未到とプログレス 〜実戦編〜」の映像。 |
| 2017年 | 3月31日  | Just a Friend                   | [ 動画 68 ]  | 2016年12月8日、TOKYO DOME CITY HALLにて開催された「In the Morning Tour」の映像。 |
| 2019年 | 6月21日  | パブリック                      | [ 動画 69 ]  | 2018年9月9日、幕張メッセにて開催された「ENSEMBLE TOUR 〜ソワレ・ドゥ・ラ・ブリュ〜」の映像。 |
| 2019年 | 7月3日   | 青と夏                          | [ 動画 70 ]  | 2018年9月9日、幕張メッセにて開催された「ENSEMBLE TOUR 〜ソワレ・ドゥ・ラ・ブリュ〜」の映像。 |
| 2019年 | 7月10日  | 僕のこと                        | [ 動画 71 ]  | 2019年3月19日、Zepp DiverCityにて開催された「GYAO!&J-WAVE present LIVE INTIMATE」の映像。 |
| 2020年 | 4月8日   | ロマンチシズム                  | [ 動画 72 ]  | 2019年7月4日、NHKホールにて開催された「Mrs. GREEN APPLE 2019 HALL TOUR "The ROOM TOUR"」の映像。 |
| 2020年 | 4月22日  | 僕のこと                        | [ 動画 73 ]  | 2019年12月8日、横浜アリーナにて開催された「ARENA TOUR / エデンの園」の映像。 |
| 2020年 | 4月29日  | WanteD! WanteD!                 | [ 動画 74 ]  | 2019年12月8日、横浜アリーナにて開催された「ARENA TOUR / エデンの園」の映像。 |
| 2020年 | 5月7日   | インフェルノ                    | [ 動画 75 ]  | 2019年12月8日、横浜アリーナにて開催された「ARENA TOUR / エデンの園」の映像。 |
| 2020年 | 7月13日  | Folktale                        | [ 動画 76 ]  | 2019年12月8日、横浜アリーナにて開催された「ARENA TOUR / エデンの園」の映像。 |
| 2020年 | 7月14日  | 愛情と矛先                      | [ 動画 77 ]  | 2019年12月8日、横浜アリーナにて開催された「ARENA TOUR / エデンの園」の映像。 |
| 2020年 | 12月7日  | CHEERS                          | [ 動画 78 ]  | 2019年12月8日、横浜アリーナにて開催された「ARENA TOUR / エデンの園」のリリックビデオ。 |
| 2020年 | 12月24日 | 点描の唄                        | [ 動画 79 ]  | 2019年7月4日、NHKホールにて開催された「Mrs. GREEN APPLE 2019 HALL TOUR "The ROOM TOUR"」のリリックビデオ。                                                                                              |
| 2022年 | 7月23日  | ダンスホール                    | [ 動画 80 ]  | 2022年7月8日、ぴあアリーナMMにて開催された「Mrs. GREEN APPLE ARENA SHOW "Utopia"」の映像。 |
| 2022年 | 7月30日  | ブルーアンビエンス (feat. asmi) | [ 動画 81 ]  | 2022年7月8日、ぴあアリーナMMにて開催された「Mrs. GREEN APPLE ARENA SHOW "Utopia"」の映像。 |
| 2022年 | 8月8日   | 君を知らない                    | [ 動画 82 ]  | 2022年7月8日、ぴあアリーナMMにて開催された「Mrs. GREEN APPLE ARENA SHOW "Utopia"」の映像。 |
| 2022年 | 8月15日  | 延々                            | [ 動画 83 ]  | 2022年7月8日、ぴあアリーナMMにて開催された「Mrs. GREEN APPLE ARENA SHOW "Utopia"」の映像。 |
| 2023年 | 2月18日  | 私は最強                        | [ 動画 84 ]  | 2022年12月27日、Zepp DiverCityにて開催された「Mrs. GREEN APPLE Zepp Tour 2022 ゼンジン未到とリライアンス 〜復誦編〜」の映像。                                                                           |
| 2023年 | 2月25日  | ニュー・マイ・ノーマル          | [ 動画 85 ]  | 2022年12月27日、Zepp DiverCityにて開催された「Mrs. GREEN APPLE Zepp Tour 2022 ゼンジン未到とリライアンス 〜復誦編〜」の映像。                                                                           |
| 2023年 | 5月22日  | Soranji                         | [ 動画 86 ]  | 2023年5月20日、YouTubeにてプレミア公開された「Mrs. GREEN APPLE "Studio Session Live"」の映像。 |
| 2023年 | 5月22日  | ダンスホール                    | [ 動画 87 ]  | 2023年5月20日、YouTubeにてプレミア公開された「Mrs. GREEN APPLE "Studio Session Live"」の映像。 |
| 2023年 | 5月22日  | フロリジナル                    | [ 動画 88 ]  | 2023年5月20日、YouTubeにてプレミア公開された「Mrs. GREEN APPLE "Studio Session Live"」の映像。 |
| 2023年 | 5月22日  | 私は最強                        | [ 動画 89 ]  | 2023年5月20日、YouTubeにてプレミア公開された「Mrs. GREEN APPLE "Studio Session Live"」の映像。 |
| 2023年 | 5月22日  | ニュー・マイ・ノーマル          | [ 動画 90 ]  | 2023年5月20日、YouTubeにてプレミア公開された「Mrs. GREEN APPLE "Studio Session Live"」の映像。 |
| 2023年 | 8月18日  | ケセラセラ                      | [ 動画 91 ]  | 2023年7月9日、さいたまスーパーアリーナにて開催された「Mrs. GREEN APPLE ARENA TOUR 2023 "NOAH no HAKOBUNE"」の映像。                                                                                     |
| 2023年 | 8月24日  | Blizzard                        | [ 動画 92 ]  | 2023年7月9日、さいたまスーパーアリーナにて開催された「Mrs. GREEN APPLE ARENA TOUR 2023 "NOAH no HAKOBUNE"」の映像。                                                                                     |
| 2023年 | 8月31日  | norn                            | [ 動画 93 ]  | 2023年7月9日、さいたまスーパーアリーナにて開催された「Mrs. GREEN APPLE ARENA TOUR 2023 "NOAH no HAKOBUNE"」の映像。                                                                                     |
| 2023年 | 9月7日   | ANTENNA                         | [ 動画 94 ]  | 2023年8月12日、ベルーナドームにて開催された「Mrs. GREEN APPLE DOME LIVE 2023 "Atlantis"」の映像。 |
| 2023年 | 9月14日  | Magic                           | [ 動画 95 ]  | 2023年8月12日、ベルーナドームにて開催された「Mrs. GREEN APPLE DOME LIVE 2023 "Atlantis"」の映像。 |
| 2023年 | 9月21日  | Loneliness                      | [ 動画 96 ]  | 2023年7月9日、さいたまスーパーアリーナにて開催された「Mrs. GREEN APPLE ARENA TOUR 2023 "NOAH no HAKOBUNE"」の映像。                                                                                     |
| 2023年 | 11月25日 | ケセラセラ                      | [ 動画 97 ]  | 2023年11月25日、YouTubeにて公開された「Mrs. GREEN APPLE "Studio Session Live" #2」の映像。 |
| 2023年 | 11月25日 | ANTENNA                         | [ 動画 98 ]  | 2023年11月25日、YouTubeにて公開された「Mrs. GREEN APPLE "Studio Session Live" #2」の映像。 |
| 2023年 | 11月25日 | 橙                              | [ 動画 99 ]  | 2023年11月25日、YouTubeにて公開された「Mrs. GREEN APPLE "Studio Session Live" #2」の映像。 |
| 2023年 | 11月25日 | Circle                          | [ 動画 100 ] | 2023年11月25日、YouTubeにて公開された「Mrs. GREEN APPLE "Studio Session Live" #2」の映像。 |
| 2023年 | 11月25日 | Feeling                         | [ 動画 101 ] | 2023年11月25日、YouTubeにて公開された「Mrs. GREEN APPLE "Studio Session Live" #2」の映像。 |
| 2023年 | 12月22日 | ダンスホール                    | [ 動画 102 ] | 2023年7月9日、さいたまスーパーアリーナにて開催された「Mrs. GREEN APPLE ARENA TOUR 2023 "NOAH no HAKOBUNE"」の映像。 『第74回NHK紅白歌合戦』での本楽曲のパフォーマンスが決定したことを受けて公開された。 |
| 2023年 | 12月27日 | ケセラセラ                      | [ 動画 103 ] | 2023年8月13日、ベルーナドームにて開催された「Mrs. GREEN APPLE DOME LIVE 2023 "Atlantis"」の映像。 「第65回日本レコード大賞」にて「優秀作品賞」を受賞したことを受けて公開された。                        |
| 2024年 | 1月11日  | Viking                          | [ 動画 104 ] | 2023年7月9日、さいたまスーパーアリーナにて開催された「Mrs. GREEN APPLE ARENA TOUR 2023 "NOAH no HAKOBUNE"」の映像。                                                                                     |
| 2024年 | 1月12日  | umbrella                        | [ 動画 105 ] | 2023年8月13日、ベルーナドームにて開催された「Mrs. GREEN APPLE DOME LIVE 2023 "Atlantis"」の映像。 |
| 2024年 | 7月8日   | 点描の唄                        | [ 動画 106 ] | 2024年6月12日、Kアリーナ横浜にて開催された「The Performance」の映像。 |
| 2024年 | 7月14日  | アポロドロス                    | [ 動画 107 ] | 2024年7月7日、ノエビアスタジアム神戸にて開催された「ゼンジン未到とヴェルトラウム 〜銘銘編〜」の映像。                                                                                                   |
| 2024年 | 7月25日  | コロンブス                      | [ 動画 108 ] | 2024年7月21日、横浜スタジアムにて開催された「ゼンジン未到とヴェルトラウム 〜銘銘編〜」の映像。 |
| 2024年 | 7月31日  | ライラック                      | [ 動画 109 ] | 2024年7月21日、横浜スタジアムにて開催された「ゼンジン未到とヴェルトラウム 〜銘銘編〜」の映像。 |
| 2024年 | 8月6日   | 点描の唄                        | [ 動画 110 ] | 2024年7月21日、横浜スタジアムにて開催された「ゼンジン未到とヴェルトラウム 〜銘銘編〜」の映像。 |
| 2024年 | 8月11日  | familie                         | [ 動画 111 ] | 2024年7月21日、横浜スタジアムにて開催された「ゼンジン未到とヴェルトラウム 〜銘銘編〜」の映像。 |
| 2024年 | 8月16日  | 橙                              | [ 動画 112 ] | 2024年7月21日、横浜スタジアムにて開催された「ゼンジン未到とヴェルトラウム 〜銘銘編〜」の映像。 |
| 2024年 | 8月21日  | Dear                            | [ 動画 113 ] | 2024年7月21日、横浜スタジアムにて開催された「ゼンジン未到とヴェルトラウム 〜銘銘編〜」の映像。 |
| 2024年 | 11月21日 | ライラック                      | [ 動画 114 ] | 2024年11月21日、YouTubeにて公開された「Mrs. GREEN APPLE "Studio Session Live" #3」の映像。 |
| 2024年 | 11月21日 | コロンブス                      | [ 動画 115 ] | 2024年11月21日、YouTubeにて公開された「Mrs. GREEN APPLE "Studio Session Live" #3」の映像。 |
| 2024年 | 11月21日 | BFF                             | [ 動画 116 ] | 2024年11月21日、YouTubeにて公開された「Mrs. GREEN APPLE "Studio Session Live" #3」の映像。 |
| 2024年 | 11月21日 | familie                         | [ 動画 117 ] | 2024年11月21日、YouTubeにて公開された「Mrs. GREEN APPLE "Studio Session Live" #3」の映像。 |
| 2024年 | 11月21日 | Part of me                      | [ 動画 118 ] | 2024年11月21日、YouTubeにて公開された「Mrs. GREEN APPLE "Studio Session Live" #3」の映像。 |
| 2024年 | 11月21日 | 我逢人                          | [ 動画 119 ] | 2024年11月21日、YouTubeにて公開された「Mrs. GREEN APPLE "Studio Session Live" #3」の映像。 |
| 2024年 | 12月22日 | ダンスホール                    | [ 動画 120 ] | 2024年12月27日にリリースされた映像作品『The White Lounge in CINEMA』の映像。 |
| 2024年 | 12月24日 | Coffee                          | [ 動画 121 ] | 2024年12月27日にリリースされた映像作品『The White Lounge in CINEMA』の映像。 |
| 2024年 | 12月30日 | ライラック                      | [ 動画 122 ] | 2024年10月31日、Kアリーナ横浜にて開催された「Mrs. GREEN APPLE on "Harmony"」の映像。 「第66回日本レコード大賞」にて「優秀作品賞」を受賞したことを受けて公開された。                                     |
| 2024年 | 12月31日 | 青と夏                          | [ 動画 123 ] | 2024年7月21日、横浜スタジアムにて開催された「ゼンジン未到とヴェルトラウム 〜銘銘編〜」の映像。 『第75回NHK紅白歌合戦』での本楽曲のパフォーマンスが決定したことを受けて公開された。                      |
| 2025年 | 1月13日  | ダーリン                        | [ 動画 124 ] | 2024年11月17日に開催された「Mrs. GREEN APPLE 18祭」の映像。 |
| 2025年 | 2月17日  | ア・プリオリ                    | [ 動画 125 ] | 2024年10月31日、Kアリーナ横浜にて開催された「Mrs. GREEN APPLE on "Harmony"」の映像。 |
| 2025年 | 2月22日  | Loneliness                      | [ 動画 126 ] | 2024年7月21日、横浜スタジアムにて開催された「ゼンジン未到とヴェルトラウム 〜銘銘編〜」の映像。 |
| 2025年 | 2月25日  | lovin'                          | [ 動画 127 ] | 2024年7月21日、横浜スタジアムにて開催された「ゼンジン未到とヴェルトラウム 〜銘銘編〜」の映像。 |
| 2025年 | 7月10日  | コロンブス                      | [ 動画 128 ] | 2024年10月31日、Kアリーナ横浜にて開催された「Mrs. GREEN APPLE on "Harmony"」の映像。 |
| 2025年 | 7月10日  | soFt-dRink                      | [ 動画 129 ] | 2024年10月31日、Kアリーナ横浜にて開催された「Mrs. GREEN APPLE on "Harmony"」の映像。 |

### 参加作品
| 発売日         | タイトル                                                     | 規格 | 備考 |
| -------------- | ------------------------------------------------------------ | ---- | --- |
| 2015年11月25日 | WARIKAN                                                      | CD   | FM802『RADIO∞INFINITY』5周年記念コンピレーション・アルバム。2ndミニアルバム『Variety』収録曲「リスキーゲーム」が収録されている。                              |
| 2016年7月27日  | ROCK THE BEST                                                | CD   | 片平実によるリミックスCD。2ndミニアルバム『Variety』収録曲「リスキーゲーム」が収録されている。                                                                |
| 2017年6月7日   | 今日までそして明日からも、吉田拓郎 tribute to TAKURO YOSHIDA | CD   | 吉田拓郎のトリビュート・アルバム。吉田の16thシングル「流星」の伊藤賢との共同編曲によるリアレンジが収録されている。                                            |
| 2018年4月28日  | 遊☆戯☆王ARC-V VOCAL BEST!!                                   | CD   | テレビ東京系アニメ『遊☆戯☆王ARC-V』サウンドトラック。1stシングル「Speaking」が収録されている。                                                                |
| 2023年10月25日 | 800TRIBUTE -champloo is the BEST!! 2-                        | CD   | MONGOL800の結成25周年記念トリビュート・アルバム。「あなたに」のカバーが収録されている。                                                                       |
| 2025年7月25日  | サマー・クールオフ at Tokyo Disney Resort                    | 配信 | 東京ディズニーリゾートのサマーイベント「サマー・クールオフ at Tokyo Disney Resort」サウンドトラック。 テーマソング「Carrying Happiness」が収録されている。    |
| 2025年8月6日   | 「ベイマックスのハッピーライド」スペシャルバージョン         | CD   | 東京ディズニーランドのアトラクション「ベイマックスのハッピーライド」サウンドトラック。 「Carrying Happiness (Tokyo Disney Resort Version)」が収録されている。 |

### 書籍
|     | 発売日        | タイトル         | 出版元                                 |
| --- | ------------- | ---------------- | -------------------------------------- |
| 1st | 2016年7月28日 | TWELVE           | シンコーミュージック・エンタテイメント |
| 2nd | 2017年7月30日 | Mrs. GREEN APPLE | シンコーミュージック・エンタテイメント |

## タイアップ
| 起用年 | タイトル                        | タイアップ                                                                              |
| ------ | ------------------------------- | --------------------------------------------------------------------------------------- |
| 2015年 | Speaking                        | テレビ東京系アニメ『遊☆戯☆王ARC-V』エンディングテーマ                                   |
| 2016年 | 庶幾の唄                        | 大塚製薬「カロリーメイト」主催「卒業メイト」キャンペーン公式ソング                      |
| 2016年 | サママ・フェスティバル!         | 日本工学院2016 CMソング                                                                 |
| 2016年 | サママ・フェスティバル!         | テレビ朝日系『musicる TV』2016年6月度オープニングテーマ                                 |
| 2016年 | In the Morning                  | 関西テレビ制作・フジテレビ系『#nakedEve』エンディングテーマ（2016年10月 - 12月）        |
| 2017年 | soFt-dRink                      | 映画『ポエトリーエンジェル』主題歌                                                      |
| 2017年 | Just a Friend                   | ハウステンボス「NEW YEAR ハウステンボス」篇CMソング                                     |
| 2017年 | どこかで日は昇る                | 映画『笑う招き猫』主題歌                                                                |
| 2017年 | どこかで日は昇る                | 毎日放送制作・TBS系ドラマ『笑う招き猫』エンディングテーマ                               |
| 2017年 | スマイロブドリーマ              | 毎日放送制作・TBS系ドラマ『笑う招き猫』オープニングテーマ                               |
| 2017年 | SwitCh                          | NHK総合『ニュース シブ5時』「4時も!シブ5時」テーマソング                                |
| 2017年 | On My MiND                      | 日本テレビ系アニメ『ナナマル サンバツ』オープニングテーマ                               |
| 2017年 | StaRt                           | 花王「メリット」CMソング                                                                |
| 2017年 | StaRt                           | フジテレビ系『超ハマる!爆笑キャラパレード』テーマソング                                 |
| 2017年 | WanteD! WanteD!                 | 関西テレビ制作・フジテレビ系ドラマ『僕たちがやりました』オープニングテーマ              |
| 2017年 | JOURNEY                         | ウェブドラマ『片想い送信中』主題歌                                                      |
| 2018年 | PARTY                           | TOKYO FM/JFN38局『SCHOOL OF LOCK!』「AQUARIUS presents Dream Passport」テーマソング     |
| 2018年 | SPLASH!!!                       | スマホRPG「ワンダーグラビティ 〜ピノと重力使い〜」オープニング主題歌                    |
| 2018年 | 青と夏                          | 映画『青夏 きみに恋した30日』主題歌                                                     |
| 2018年 | 点描の唄 (feat. 井上苑子)       | 映画『青夏 きみに恋した30日』挿入歌                                                     |
| 2018年 | 僕のこと                        | 日本テレビ他民放43社共同制作「第97回全国高等学校サッカー選手権大会」応援歌              |
| 2018年 | Coffee                          | BSスカパードラマ『I"s』エンディングテーマ                                               |
| 2019年 | How-to                          | 「エアアジア」CMソング                                                                  |
| 2019年 | ロマンチシズム                  | 資生堂「シーブリーズ」CMソング                                                          |
| 2019年 | Love me, Love you               | AbemaTVドラマ『御曹司ボーイズ』主題歌                                                   |
| 2019年 | インフェルノ                    | 毎日放送制作・TBS系アニメ『炎炎ノ消防隊』オープニングテーマ                             |
| 2019年 | lovin'                          | フジテレビ系『めざましどようび』テーマソング                                            |
| 2019年 | Folktale                        | SoftBank「月への階段」篇CMソング                                                        |
| 2019年 | インフェルノ                    | Spotify 年末キャンペーンTV CMソング                                                     |
| 2020年 | CHEERS                          | 森永製菓「受験にinゼリー」CMソング                                                      |
| 2020年 | インフェルノ                    | 日本テレビ系『あなたはこの衝撃に耐えられる?ワールドドキドキビデオ』テーマソング         |
| 2020年 | スターダム                      | XFLAGスマホゲーム「スタースマッシュ」プロモーションムービーソング                       |
| 2021年 | 点描の唄 (feat. 井上苑子)       | ABEMA『今日、好きになりました。春桜編〜卒業編2022』挿入歌                               |
| 2021年 | 僕のこと                        | ABEMA『今日好き部 文化祭プロジェクト 〜何者にでもなれる、今日が好き。〜』課題曲         |
| 2022年 | ダンスホール                    | フジテレビ系『めざまし8』テーマソング                                                   |
| 2022年 | ブルーアンビエンス (feat. asmi) | ABEMA『今日、好きになりました。初虹編〜卒業編2023』主題歌                               |
| 2022年 | 延々                            | スマートフォン向けゲーム「炎炎ノ消防隊 炎舞ノ章」テーマソング                           |
| 2022年 | Soranji                         | 映画『ラーゲリより愛を込めて』主題歌                                                    |
| 2022年 | フロリジナル                    | 香りと音のプロジェクト「PARFA TUNE」コラボソング                                        |
| 2022年 | 僕のこと (Orchestra ver.)       | カロリーメイト受験生応援シリーズ第9弾CM「狭い広い世界で」篇CMソング                     |
| 2023年 | ケセラセラ                      | ABCテレビ・テレビ朝日系連続ドラマ『日曜の夜ぐらいは…』主題歌                            |
| 2023年 | ケセラセラ                      | Spotify ブランドCMソング                                                                |
| 2023年 | ロマンチシズム                  | ドコモ Webドラマ『僕の爆アゲ・ロマンチシズム』主題歌                                    |
| 2023年 | Magic                           | 日本コカ・コーラ「Coke STUDIO Magic」篇CMソング                                         |
| 2023年 | Doodle                          | 花王「メリット」CMソング                                                                |
| 2023年 | ANTENNA                         | フジテレビ系『ワールドカップバレー2023』日本代表応援ソング                              |
| 2024年 | ナハトムジーク                  | 映画『サイレントラブ』主題歌                                                            |
| 2024年 | ライラック                      | テレビ東京系アニメ『忘却バッテリー』オープニングテーマ                                  |
| 2024年 | ケセラセラ                      | 第一生命保険「つながりの数だけ強くなれる」篇CMソング                                    |
| 2024年 | Feeling                         | カンロ「ピュレグミ」CMソング                                                            |
| 2024年 | Dear                            | 映画『ディア・ファミリー』主題歌                                                        |
| 2024年 | 青と夏                          | キリンビール「淡麗グリーンラベル」CMソング                                              |
| 2024年 | コロンブス                      | 日本コカ・コーラ「Coke STUDIO」キャンペーンソング ※2024年6月13日放映中止                |
| 2024年 | familie                         | Honda「FREED」CMソング                                                                  |
| 2024年 | アポロドロス                    | テレビ朝日系2024スポーツ応援ソング                                                      |
| 2024年 | 青と夏                          | ユニバーサルミュージック「#ぼくらの夏曲キャンペーン「夏の教室」「夏の体育」篇」CMソング |
| 2024年 | ライラック                      | ユニバーサルミュージック「#ぼくらの夏曲キャンペーン「夏の教室」「夏の体育」篇」CMソング |
| 2024年 | インフェルノ                    | ユニバーサルミュージック「#ぼくらの夏曲キャンペーン「夏の教室」「夏の体育」篇」CMソング |
| 2024年 | 橙                              | 旭化成不動産レジデンス「旭化成の都市型マンションATLAS」CMソング                         |
| 2024年 | ビターバカンス                  | 映画『聖☆おにいさん THE MOVIE 〜ホーリーメン VS 悪魔軍団〜』主題歌                      |
| 2024年 | ダーリン                        | NHK総合『Mrs. GREEN APPLE 18祭』テーマソング                                            |
| 2025年 | ニュー・マイ・ノーマル          | みずほ銀行「青い挑戦」「口座開設」篇CMソング                                            |
| 2025年 | 天国                            | 映画『#真相をお話しします』主題歌                                                       |
| 2025年 | クスシキ                        | 日本テレビ系アニメ『薬屋のひとりごと』第2期第2クールオープニングテーマ                  |
| 2025年 | クスシキ                        | YouTube Premium「好き、をずっとそばに」CMソング                                         |
| 2025年 | breakfast                       | フジテレビ系『サン!シャイン』テーマソング                                               |
| 2025年 | Carrying Happiness              | 東京ディズニーリゾート「サマー・クールオフ at Tokyo Disney Resort」テーマソング         |
| 2025年 | ビターバカンス                  | ローソン「Mrs. GREEN APPLEの夏の大作戦」篇CMソング                                      |
| 2025年 | ケセラセラ                      | キリンビール「淡麗グリーンラベル」「GREEN JUKEBOX 休編」CMソング                        |
| 2025年 | 夏の影                          | キリンビバレッジ「午後の紅茶」「夏の影篇」 CMソング                                     |
| 2025年 | ライラック                      | ハウス食品「ハウスカレー」「不思議なカレーパーティ・夏篇」CMソング                      |

## ライブ
Mrs. GREEN APPLEのライブは「ARENA TOUR / エデンの園」「Mrs. GREEN APPLE ARENA TOUR 2023 "NOAH no HAKOBUNE"」といった旧約聖書に登場する言葉がタイトルとなっているライブシリーズや、主にライブハウスにて開催される自主企画「ゼンジン未到」シリーズなど、多様なライブのラインが存在する。ファンクラブツアー「Mrs. GREEN APPLE 2023-2024 FC TOUR "The White Lounge"」では、ライブ本編にミュージカルのような演出や表現が多く取り入れられた。

### 出演イベント
2014年
- 8月24日 - MUSIC MONSTERS -2014 summer-
- 10月11日 - MINAMI WHEEL 2014
- 10月27日 - Do the music!
- 10月29日 - マカロニえんぴつレコ発企画「サンキュー・フォー・ザ・ミュージック 〜カッコつけずに生きてゆこう〜」
- 11月1日 - 日本工学院ミュージックカレッジ presents「KAMA ROCK FESTIVAL 2014」
- 11月4日 - 走s+o想 Vol.4
- 11月20日 - Great Hunting Night VOL65「次来る Night!」
- 12月31日 - LIVE DI:GA JUDGEMENT 2014

2015年
- 2月21日 - MUSIC MONSTERS -2015 winter-
- 4月11日 - rockin'on presents JAPAN'S NEXT vol.8
- 4月15日 - LIVE SUPERNOVA vol.100
- 4月20日 - LIVE∞INFINITY（じゅういち）
- 4月28日 - MUSIC LINXS vol.20
- 5月4日 - Niigata Rainbow ROCK Market 2015
- 5月13日 - スペースシャワー列伝15周年記念公演 第126巻 〜光彩陸離の宴〜
- 5月17日 - 柏MUSIC SUN 2015
- 5月19日 - HOT STUFF presents Ruby Tuesday
- 5月26日 - Children of the Revolution
- 5月29日 - NOrth MUSIC, NOrth LIFE. ※タワーレコードの仙台進出30周年を記念したライブイベント
- 6月6日 - SAKAE SP-RING 2015
- 6月7日 - ツタロック×SHIBUYA TSUTAYA presents SCRAMBLE FES 2015
- 6月14日 - Getting Better Presents "19th Growing Up"
- 7月4日 - 見放題2015
- 7月11日 - OVERHEAT2015 〜全世代のBPMはじめました〜
- 8月9日 - ROCK IN JAPAN FESTIVAL 2015
- 8月15日 - RISING SUN ROCK FESTIVAL 2015 in EZO
- 8月28日 - SPACE SHOWER SWEET LOVE SHOWER 2015 -20th ANNIVERSARY-
- 8月30日 - RUSH BALL 2015
- 8月22日 - MUSIC MONSTERS -2015 summer-
- 9月24日 - SHOBI THE NIGHT 2015
- 10月3日 - MEGA☆ROCKS 2015
- 10月10日 - MINAMI WHEEL 2015
- 10月24日 - FM NORTH WAVE & WESS presents IMPACT! IX（Powered By Radio WE!）
- 10月31日 - AKASAKA HALLOWEEN 2015
- 11月23日・25日 - 夢中でがんばれない君へエールを ※Suck a Stew Dryのリリースツアー（23日：甲府公演、25日：金沢公演）
- 11月29日 - rockin'on presents JAPAN'S NEXT TURBO
- 12月28日 - FM802 ROCK FESTIVAL RADIO CRAZY 2015
- 12月30日 - COUNTDOWN JAPAN 15/16

2016年
- 1月29日 - TOKYO FM ジャパネクレディオライブ powered by EMTG MUSIC
- 2月15日 - 1 ON 1 TOUR ※Czecho No Republicの対バンツアー（愛知公演）
- 2月16日 - SPACE SHOWER NEW FORCE
- 4月17日 - 音楽と人LIVE 2016 東京アコースティック百景 ※大森のみ出演
- 4月19日 - ツタロック スペシャルLIVE2016
- 4月30日 - ARABAKI ROCK FEST.16
- 5月4日 - J-WAVE & Roppongi Hills present TOKYO M.A.P.S SEIJI KAMEDA EDITION
- 5月5日 - JAPAN JAM BEACH 2016
- 5月29日 - VIVA LA ROCK 2016
- 6月4日 - 百万石音楽祭 2016 〜ミリオンロックフェスティバル〜
- 7月18日 - 未確認フェスティバル2016 3次審査 ※名古屋会場でのライブゲストとして参加
- 7月20日 - コカ・コーラSUMMER STATION 音楽LIVE ※「テレビ朝日・六本木ヒルズ 夏祭り SUMMER STATION」内で行われたフリーライブ
- 7月24日 - UMK SEAGAIA JamNight 2016 〜40th anniversary〜 JukeNight - J-ROCK&POPS -
- 7月27日 - めざましライブ2016 ※「お台場みんなの夢大陸2016」内で行われるライブ
- 7月29日 - ROCK KIDS 802 -OCHIKEN Goes ON!!- SPECIAL LIVE HIGH! HIGH! HIGH!
- 8月7日 - ROCK IN JAPAN FESTIVAL 2016
- 8月12日 - RISING SUN ROCK FESTIVAL 2016 in EZO
- 8月20日 - WILD BUNCH FEST. 2016
- 8月21日 - MONSTER baSH 2016
- 8月26日 - SPACE SHOWER SWEET LOVE SHOWER 2016
- 9月3日 - rockin'on presents JAPAN'S NEXT vol.14
- 9月29日 - Jumpin'jack 2016
- 10月8日 - MINAMI WHEEL 2016
- 10月15日 - TOWER RECORDS presents Bowline 2016 curated by キュウソネコカミ & TOWER RECORDS
- 10月30日 - 日本工学院専門学校 蒲田校「かまた祭」 ※Shiggy Jr.と共演
- 11月5日 - バズリズムLIVE 2016
- 12月27日 - FM802 ROCK FESTIVAL RADIO CRAZY 2016
- 12月28日 - COUNTDOWN JAPAN 16/17

2017年
- 2月18日 - スペースシャワーTV チュートリアルの徳ダネ福キタル♪ SPECIAL LIVE Vol.4
- 5月21日 - METROPOLITAN ROCK FESTIVAL 2017
- 6月3日 - ミュージャック10周年アニバーサリー Livejack Special
- 6月4日 - 百万石音楽祭 2017 〜ミリオンロックフェスティバル〜
- 7月30日 - Reborn-Art Festival 2017 × ap bank fes
- 8月3日 - GIRLS TUNE FES 2017 by LOWRYS FARM in SUMMER
- 8月12日 - ROCK IN JAPAN FESTIVAL 2017
- 8月14日 - 僕たちがやりましたpresents 真夏の僕やりNight 〜"そこそこ" じゃ終わらない、夏〜 ※フジテレビ系ドラマ『僕たちがやりました』ライブイベント
- 8月19日 - SUMMER SONIC 2017
- 8月26日 - RUSH BALL 2017
- 8月27日 - 未確認フェスティバル2017 ファイナルステージ ※ライブゲストとして参加
- 8月29日 - めざましライブ2017 ※「お台場みんなの夢大陸2017」内で行われるライブ
- 9月2日 - TREASURE05X 2017
- 10月1日 - マグロック 2017
- 11月1日 - GIRLS TUNE FES 2017 by LOWRYS FARM
- 11月4日 - バズリズムLIVE 2017
- 11月28日 - Jumpin'jack Special 2017
- 12月26日 - cross fm 25th Pre-Anniversary RockDaze! 2017 Xmas Special
- 12月28日 - FM802 ROCK FESTIVAL RADIO CRAZY 2017
- 12月29日 - COUNTDOWN JAPAN 17/18

2018年
- 2月17日 - LIVE SDD 2018 ※FM OH!による飲酒運転撲滅プロジェクトが主催するチャリティーライブイベント
- 3月23日 - ROCK KIDS 802 -OCHIKEN Goes ON!!- ラジ友 春のオト祭り! 〜Spark-Ring LIVE〜
- 7月16日 - J-WAVE LIVE SUMMER JAM 2018 supported by antenna*
- 7月22日 - FM802 MEET THE WORLD BEAT 2018
- 8月11日 - ROCK IN JAPAN FESTIVAL 2018
- 9月17日 - テレビ朝日ドリームフェスティバル2018
- 10月20日 - Lovefes LIVE
- 10月27日 - インフィニティ ハロウィーンナイト Supported by『アベンジャーズ/インフィニティ・ウォー』MovieNEX
- 11月25日 - Livejack SPECIAL 2018
- 12月28日 - COUNTDOWN JAPAN 18/19

2019年
- 3月19日 - GYAO!&J-WAVE present LIVE INTIMATE
- 3月24日 - 2019 大港開唱（Megaport Festival）

2022年
- 8月6日 - ROCK IN JAPAN FESTIVAL 2022
- 8月21日 - SUMMER SONIC 2022
- 10月2日 - PIA MUSIC COMPLEX 2022 ※ぴあ創業50周年記念イベント

2023年
- 5月13日・20日 - METROPOLITAN ROCK FESTIVAL 2023
- 8月26日・27日 - The MusiQuest
- 10月7日・8日 - Coke STUDIO SUPERPOP JAPAN 2023
- 10月9日 - MINAMI WHEEL 2023
- 11月22日 - MTV VMAJ 2023

2024年
- 4月12日 - 14日 - The Performance ※テレビ朝日開局65周年記念グローバルミュージックフェスティバル（14日は若井のみ）
- 6月5日 - Coke STUDIO Live with Mrs. GREEN APPLE, powered by Spotify
- 11月17日 - Mrs. GREEN APPLE 18祭

2025年
- 3月19日 - MTV VMAJ 2025
- 5月22日 - MUSIC AWARDS JAPAN 2025
- 8月17日 - SUMMER SONIC 2025
- 8月29日 - SPACE SHOWER SWEET LOVE SHOWER 2025 30th ANNIVERSARY
- 9月15日 - ROCK IN JAPAN FESTIVAL 2025

## 出演

### 映画
- Mrs. GREEN APPLE // The White Lounge in CINEMA（2024年9月13日公開）[135]
- ベートーヴェン捏造（2025年9月12日公開予定）- ショパン 役（藤澤のみ）[337]
- MGA MAGICAL 10 YEARS ANNIVERSARY LIVE ～FJORD～ ON SCREEN（2025年11月28日公開予定）

### テレビ

#### テレビ番組
- Cafe GREEN APPLE 〜ミセスLOVERが集う店〜（2023年8月5日・19日、テレビ朝日系）
- テレビ×ミセス（2025年6月2日、TBSテレビ系）[338]

#### テレビドラマ
- 日曜の夜ぐらいは…（2023年6月25日（第9話）、朝日放送テレビ）- 無名のバンドマン 役[339]
- となりのナースエイドSP2025（2025年1月11日（最終話）、日本テレビ系）- ライブ映像のみ[340]

#### CM・広告
- ロッキング・オン「rockin'star」（2016年）
- 大塚製薬「カロリーメイト 狭い広い世界で」篇（2022年）- カメオ出演
- Spotify「Mrs. GREEN APPLE」篇（2023年）- カメオ出演
- コカ・コーラ
  - コカ・コーラ「Coke STUDIO Magic」篇（2023年）
  - コカ・コーラ「Coke STUDIO 魔法のはじまり」篇（2024年）※放送中止[127]
- Amazon Music「もう聞いた？ Mrs. GREEN APPLEの推し曲」（2023年）
- ローソン
  - 「Mrs. GREEN APPLE アプリでたまるよスタンプ」（2024年）
  - 「Mrs. GREEN APPLEの夏の大作戦」（2025年）[341]
- キリンビール「淡麗グリーンラベル」（2025年3月 - ）※年間コラボレーション[342]
- YouTube Premium（2025年5月 - ）
  - YouTube Premium「オフラインでも動画が観られる | Mrs. GREEN APPLE」篇[343]
  - YouTube Premium「音楽アプリも広告なし | Mrs. GREEN APPLE」篇[343]
  - YouTube Premium「好き、をずっとそばに。| Mrs. GREEN APPLE」篇[343]
- ハウス食品「楽しみ無限大 ミセス∞ハウスキャンペーン」（2025年7月 - 8月）[229]

#### アニメ
- ナナマル サンバツ 第10話（2017年9月5日、日本テレビ系）[344]

### ラジオ
- リンゴの語り刻（2014年4月30日 - 10月2日、FMヨコハマ）
- 真夜中のしゃべりんご!![注 5]（2015年6月4日 - 7月31日、TOKYO FM）[345]
- Mrs. RADIO JACK（2015年10月1日 - 2017年10月3日、全国FM放送協議会）
- ミセスLOCKS![注 6]（2017年10月4日 - 2021年3月30日[注 7]・2022年4月4日 - 、TOKYO FM）[346][347]

### NHK紅白歌合戦出場歴
| 年度   | 放送回 | 回 | 曲目                        | 備考                                          | 歌手別視聴率 |
| ------ | ------ | -- | --------------------------- | --------------------------------------------- | ------------ |
| 2023年 | 第74回 | 初 | ダンスホール                | 後半トップバッター コーナー出演者としても歌唱 | 不明         |
| 2024年 | 第75回 | 2  | 青と夏 〜 ライラック 紅白SP | コーナー出演者としても歌唱                    | 34.0%        |

### 配信
- Mrs. GREEN APPLE MV解禁緊急生配信（2015年6月17日、スペシャアプリ）
- Mrs. GREEN APPLE メジャーデビュー記念ツイキャス（2015年7月8日、ツイキャス）
- 赤色のグリッター × Mrs. GREEN APPLE「赤と緑のホショクツアー」開催記念SPECIAL（2015年7月21日、スペシャアプリ）
- Mrs. GREEN APPLE presents『Mrs. ONEMAN LIVE 〜武装と創と造〜』（2015年9月26日、スペシャアプリ / SPACE SHOWER ON DEMAND）
- 緊急特番！『TWELVE』リリース記念SPECIAL（2016年1月12日、スペシャアプリ）
- Mrs. GREEN APPLE「サママ・フェスティバル!」リリース記念トーク番組（2016年6月6日、スペシャアプリ）
- 「サママ・フェスティバル!」発売記念100名限定スペシャルライブ（2016年6月19日、GYAO!）
- Mrs. GREEN APPLE『Mrs. GREEN APPLEメンバー全員20歳記念番組』（2016年10月13日、スペシャアプリ）
- Mrs. GREEN APPLE ニューシングル発売緊急特番！（2016年11月3日、AbemaTV）
- Mrs. GREEN APPLE ライブツアー生中継！フリーライブの貴重映像も！（2016年12月8日、AbemaTV）
- Mrs. GREEN APPLE 2ndアルバムリリース記念配信番組（2016年12月14日、スペシャアプリ / LINE LIVE）
- 「WanteD! WanteD!」発売記念スペシャル！（2017年8月31日、スペシャアプリ / LINE LIVE）
- Mrs. GREEN APPLE クリスマスパーティー2017（2017年12月25日、LINE LIVE）
- 「青と夏」リリース記念LINE LIVE（2018年8月1日、LINE LIVE）
- ベストアルバム『5』リリース記念 MGADiscoGraphyLive（2020年6月20日・21日、YouTube）
- Amazon Music Live: Mrs. GREEN APPLE（2022年8月22日、Twitch）
- TikTok LIVE（2022年9月2日・10月30日、TikTok）
- Mrs. GREEN APPLE "Studio Session Live"（2023年5月20日、YouTube）
- アルバムリリース記念 スペシャル生配信 @LINE MUSIC（2023年7月19日、LINE MUSIC）
- Mrs. GREEN APPLE "Studio Session Live #2"（2023年11月25日、YouTube）
- Mrs. GREEN APPLE「ライラック」MV1,000万回再生突破記念YouTubeライブ（2024年5月7日、YouTube）[352]
- Mrs. GREEN APPLE "5ヶ月連続リリース締めくくり" YouTube生配信（2024年8月19日、YouTube）[353]
- Mrs. GREEN APPLE "Studio Session Live #3"（2024年11月21日、YouTube）
- Mrs. GREEN APPLE「ビターバカンス」TikTok Live（2024年11月29日、TikTok）[354]
- Mrs. GREEN APPLE 記者発表 Press Conference（2024年12月2日、YouTube）[355]
- Mrs. GREEN APPLE 10周年記念生配信「Mrs. NEWS10」（2025年7月8日、YouTube）[356]

### コラボレーション
- 森永製菓「inゼリー」（2020年）[357]
- キールズ（2022年）[358]
- フィッツコーポレーション「PARFA TUNE」（2022年）[359]
- ジーユー「THE THEATER MGA」（2023年）[360]
- ラウンドワン（2023年）[361]
- リヴリーアイランド（2024年）[362]
- ローソン（2024年）[363][364][365]
- BANDAI SPIRITS「一番くじ」（2024年）[366]
- JOYSOUND（2024年）[367]
- KIRIN「GREEN LABEL」（2025年）[368]

## 受賞歴
| 年     | 対象             | 賞 | 結果 |
| ------ | ---------------- | --- | ---- |
| 2022年 | ダンスホール     | 第64回日本レコード大賞「優秀作品賞」                                                                  | 受賞 |
| 2023年 | Unity            | 第15回CDショップ大賞2023 入賞作品＜赤＞                                                               | 受賞 |
| 2023年 | ケセラセラ       | 第65回日本レコード大賞「優秀作品賞」                                                                  | 受賞 |
| 2023年 | ケセラセラ       | 第65回日本レコード大賞                                                                                | 大賞 |
| 2023年 | ケセラセラ       | MTV VMAJ 2023「Video of the Year」                                                                    | 受賞 |
| 2023年 | ケセラセラ       | MTV VMAJ 2023「Best Visual Effects」                                                                  | 受賞 |
| 2023年 | Magic            | MTV VMAJ 2023「Best Alternative Video」                                                               | 受賞 |
| 2023年 | Mrs. GREEN APPLE | MTV VMAJ 2023「Artist of the Year」                                                                   | 受賞 |
| 2023年 | Mrs. GREEN APPLE | GQ MEN OF THE YEAR 2023「ベスト・アーティスト賞」                                                     | 受賞 |
| 2024年 | ANTENNA          | 第16回CDショップ大賞2024 大賞受賞作品＜赤＞                                                           | 大賞 |
| 2024年 | ケセラセラ       | 第38回日本ゴールドディスク大賞「ベスト5ソング・バイ・ストリーミング」                                 | 受賞 |
| 2024年 | ライラック       | 第66回日本レコード大賞「優秀作品賞」                                                                  | 受賞 |
| 2024年 | ライラック       | 第66回日本レコード大賞                                                                                | 大賞 |
| 2024年 | Mrs. GREEN APPLE | Billboard JAPAN MUSIC AWARDS 2024「Artist of the Year」                                               | 受賞 |
| 2025年 | Dear             | 第48回日本アカデミー賞「主題歌賞」                                                                    | 受賞 |
| 2025年 | ライラック       | 第39回日本ゴールドディスク大賞「ベスト5ソング・バイ・ストリーミング」                                 | 受賞 |
| 2025年 | ライラック       | MTV VMAJ 2025「Video of the Year」                                                                    | 受賞 |
| 2025年 | ライラック       | MTV VMAJ 2025「Best Group Video -Japan-」                                                             | 受賞 |
| 2025年 | ライラック       | MTV VMAJ 2025「Best Art Direction Video」                                                             | 受賞 |
| 2025年 | ライラック       | MTV VMAJ 2025「Best Cinematography」                                                                  | 受賞 |
| 2025年 | ライラック       | MUSIC AWARDS JAPAN 2025「カラオケ特別賞 カラオケ・オブ・ザ・イヤー：J-Pop powered by DAM & JOYSOUND」 | 受賞 |
| 2025年 | Mrs. GREEN APPLE | 第39回日本ゴールドディスク大賞「アーティスト・オブ・ザ・イヤー（邦楽部門）」                          | 受賞 |
| 2025年 | Mrs. GREEN APPLE | MUSIC AWARDS JAPAN 2025「最優秀ジャパニーズソングアーティスト賞」                                     | 受賞 |
| 2025年 | Mrs. GREEN APPLE | MUSIC AWARDS JAPAN 2025「最優秀アーティスト賞」                                                       | 受賞 |
| 2025年 | ケセラセラ       | NexTone Award 2025「Bronze Medal」                                                                    | 受賞 |

### その他特記事項
2022年
- 12月9日、Billboard JAPANが発表した2022年の年間ランキングにおいて、大森が作詞家チャート「Top Lyricists」と作曲家チャート「Top Composers」にて、それぞれ9位を獲得した[382][383]。

2023年
- 11月30日、Spotifyが発表した2023年の音楽を振り返る年間ランキングにおいて「今年国内で最も再生されたアーティスト（1位）」を獲得した[384]。
- 12月1日、LINE MUSICが発表した「2023年の年間ランキング」において「今年最も聴かれたアーティスト（1位）」を獲得した[385]。
- 12月8日、Billboard JAPANが発表した「2023年の年間ランキング」において「Artist 100」にて2位を獲得した[386]。また、楽曲「ダンスホール」が「Hot 100」にて7位[387]、「Streaming Songs」にて5位[388]、大森が作詞家チャート「Top Lyricists」と作曲家チャート「Top Composers」にて、それぞれ1位を獲得した[389][390]。
- 12月20日、オリコンが発表した2023年の年間ランキングにおいて「アーティスト別セールス部門 トータル」にて9位[391]、「アーティスト別セールス部門 デジタル」にて2位を獲得した[392]。また、アルバム『ANTENNA』が「デジタルアルバム」にて7位[393]、楽曲「ダンスホール」が「ストリーミングランキング」にて5位を獲得した[394]。
- 12月27日に放送された『発表!今年イチバン聴いた歌 〜年間ミュージックアワード2023〜』（日本テレビ系）内で、Apple Musicにおける日本アーティストの累計再生回数ランキング1位（今年日本で最も聴かれたアーティスト）として紹介された。

2024年
- 1月10日、Billboard JAPANが発表した「Streaming Songs」チャートにおいて、楽曲「青と夏」が、バンド初となるストリーミング累計再生回数5億回を突破[395]。
- 1月18日、オリコン週間DVDランキング、週間ミュージックDVD・BDランキングにおいて、映像作品『DOME LIVE 2023 "Atlantis"』が、週間Blu-ray Discランキングにおいて『ARENA TOUR 2023 "NOAH no HAKOBUNE" & DOME LIVE 2023 "Atlantis"』が、1位を獲得し、オリコン史上初となる映像3部門の同時トップ3独占を達成した[396]。
- 2月28日、Billboard JAPANが発表した「Streaming Songs」チャートにおいて、楽曲「点描の唄 (feat. 井上苑子)」が、ストリーミング累計再生回数5億回を突破。これにより、ストリーミング累計5億回を突破した曲数が2曲となった[397]。
- 5月29日、Billboard JAPANが発表した「Streaming Songs」チャートにおいて、楽曲「ダンスホール」が、ストリーミング累計再生回数5億回を突破。これにより、ストリーミング累計5億回を突破した曲数が3曲となった[398]。
- 6月7日、Billboard JAPANが発表した2024年上半期ランキングにおいて「Artist 100」にて、1位を獲得した[399]。また、大森が作詞家チャート「Top Lyricists」と作曲家チャート「Top Composers」にて、それぞれ1位を獲得した[400][401]。2023年の年間ランキングに引き続き、2度目の1位獲得となった。
- 6月10日、DAMが発表した2024年上半期カラオケランキングにおいて「歌手別」で1位を獲得した[402]。
- 6月11日、JOYSOUNDが発表した2024年カラオケ上半期ランキングにおいて「アーティストランキング（総合）」で1位を獲得した[403][404]。
- 6月19日、Billboard JAPANが発表した「Streaming Songs」チャートにおいて、楽曲「ライラック」が、ストリーミング累計再生回数1億回を突破。初登場から10週目での突破となり、楽曲「ケセラセラ」の16週を上回り、自身最速を記録した。これにより、ストリーミング累計1億回を突破した曲数が15曲となった[405]。
- 7月10日、オリコンが発表した2024年の上半期ランキングにおいて「アーティスト別セールス部門 トータル」にて2位[406]、「アーティスト別セールス部門 デジタル」にて1位を獲得した[407][408]。また、アルバム『ANTENNA』が「デジタルアルバム」にて8位[409]、楽曲「ケセラセラ」が「ストリーミングランキング」にて6位を獲得した[410]。
- 8月21日、Billboard JAPANが発表した「Streaming Songs」チャートにおいて、楽曲「インフェルノ」が、ストリーミング累計再生回数5億回を突破。これにより、ストリーミング累計5億回を突破した曲数が4曲となった[411]。
- 8月28日、オリコン週間ストリーミングランキングにおいて、楽曲「ANTENNA」が、ストリーミング累計再生回数1億回を突破。これにより、ストリーミング累計1億回を突破した曲数が18曲となり、最多アーティストとなった[412]。
- 10月10日、オリコン合算シングルランキングにて、シングル「青と夏」が、累積3,692,209ポイントとなり、歴代1位となった[413]。
- 10月23日、Billboard JAPANが発表した「Streaming Songs」チャートにおいて、楽曲「コロンブス」が、ストリーミング累計再生回数1億回を突破。これにより、ストリーミング累計1億回を突破した曲数が18曲となり、オリコンと同じく、最多アーティストとなった[414][415]。
- 10月30日、オリコン週間ストリーミングランキングにおいて、楽曲「コロンブス」が、ストリーミング累積再生回数1億回を突破。これにより、ストリーミング累計1億回を突破した曲数が20曲となった[416]。
- 11月11日、Amazon Musicが発表した「BEST OF 2024 Best Artists」において、1位を獲得した[417]。
- 11月16日、Billboard JAPANが発表した「Streaming Songs」チャートにおいて、楽曲「青と夏」が、バンド初となるストリーミング累計再生回数7億回を突破[418]。
- 11月26日、DAMが発表した「2024年年間カラオケランキング」において「歌手別」で1位を獲得した[419]。
- 11月28日、JOYSOUNDが発表した「2024年カラオケ年間ランキング」において「アーティストランキング（総合）」で1位を獲得した[420]。
- 12月2日、LINE MUSICが発表した「2024年の年間ランキング」において「今年最も聴かれたアーティスト（1位）」を獲得した。
- 12月3日、Billboard JAPANが発表した「Streaming Songs」チャートにおいて、楽曲「familie」が、ストリーミング累計再生回数1億回を突破。これにより、ストリーミング累計1億回を突破した曲数が19曲となった[415]。
- 12月4日、Billboard JAPANが新たなチャート「Hot Shot Songs」を新設し、楽曲「ビターバカンス」が、第1週目の1位となった[421]。
- 12月5日、Spotifyが発表した2024年の音楽を振り返る年間ランキングにおいて「国内で最も再生されたアーティスト（1位）」を2年連続で獲得した。また「国内で最も再生されたアルバム」として『ANTENNA』が1位、『Attitude』が2位を獲得した[422]。
- 12月6日、Billboard JAPANが発表した2024年の年間ランキングにおいて「Artist 100」にて、1位を獲得し[423][424]、全17曲が総合トップ100以内に入った[425]。また、大森が作詞家チャート「Top Lyricists」と作曲家チャート「Top Composers」にて、それぞれ1位を獲得した[426][427]。2年連続の受賞となった。
- 12月11日
  - Billboard JAPANが発表した「Streaming Songs」チャートにおいて、楽曲「ケセラセラ」が、ストリーミング累計再生回数5億回を突破。これにより、ストリーミング累計5億回を突破した曲数が5曲となった[428]。
  - オリコン週間ストリーミングランキングにおいて、楽曲「familie」が、ストリーミング累計再生回数1億回を突破。これにより、ストリーミング累計1億回を突破した曲数が21曲となり、アーティスト別1億回再生突破作品数にて、歴代単独1位を自己更新した[429]。
- 12月18日、Billboard JAPANが発表した「Streaming Songs」チャートにおいて、楽曲「Dear」が、ストリーミング累計再生回数1億回を突破。これにより、ストリーミング累計1億回を突破した曲数が20曲となった[430]。
- 12月26日、TOKYO FM『JA全農 COUNTDOWN JAPAN』年間チャート2024において、楽曲「ライラック」が、1位を獲得した[431]。
- 12月27日、オリコンが発表した2024年の年間ランキングにおいて「アーティスト別セールス部門」の「デジタルランキング」にて、期間内売上73.0億円を記録し、1位を獲得した[432]。また「トータルランキング」では、2位を獲得した[433]。

2025年
- 2月12日、Billboard JAPANが発表した「Streaming Songs」チャートにおいて、楽曲「点描の唄 (feat. 井上苑子)」が、ストリーミング累計再生回数7億回を突破。これにより、ストリーミング累計7億回を突破した曲数が2曲となった[434]。
- 3月5日、オリコン週間ストリーミングランキングにおいて、楽曲「ライラック」が、週間再生数1068万9598回を記録し、史上初となる通算30週目の週間再生数1000万回超えを達成した[435]。
- 3月12日、オリコン週間ストリーミングランキングにおいて、楽曲「ライラック」が、ストリーミング累計再生回数5億回を突破。初登場から48週目での突破となり、楽曲「ケセラセラ」の89週を上回り、自身最速を記録した。これにより、ストリーミング累計5億回を突破した曲数が6曲となった[436]。
- 3月19日、オリコン週間ストリーミングランキングにおいて、楽曲「Soranji」が、ストリーミング累計再生回数5億回を突破。これにより、ストリーミング累計5億回を突破した曲数が7曲となった[437]。
- 4月9日
  - Billboard JAPANが発表した「Streaming Songs」チャートにおいて、楽曲「ダーリン」が、ストリーミング累計再生回数1億回を突破。初登場から11週目での突破であり、楽曲「ライラック」に次いで、自身2番目の速さとなった。また、2025年にリリースされた楽曲において、初めてとなるストリーミング累計1億回突破となった。これにより、ストリーミング累計1億回を突破した曲数が23曲となり、アーティスト別最多記録を更新した[438]。
  - オリコン週間デジタルシングルランキングにおいて、楽曲「クスシキ」が、初登場1位を獲得。楽曲「ライラック」に続く、自身通算5作目のデジタルシングル首位となった[439]。
- 4月16日、オリコン週間ストリーミングランキングにおいて、楽曲「ダーリン」が、ストリーミング累計再生回数1億回を突破。初登場から12週目での突破であり、楽曲「ライラック」の10週に次ぐ、自身2番目の速さとなった。これにより、ストリーミング累計再生回数1億回を突破した曲数が24曲となり、アーティスト別1億回再生突破作品数にて、歴代単独1位を自己更新した[440]。
- 4月23日、Billboard JAPANが発表した「Streaming Songs」チャートにおいて、楽曲「ダンスホール」が、ストリーミング累計再生回数7億回を突破。これにより、ストリーミング累計7億回を突破した曲数が3曲となった[441]。
- 5月7日、オリコン週間ストリーミングランキングにおいて、楽曲「ライラック」が、2024年5月13日付から1年間にわたって、53週連続となるTOP3入りを果たした。オリコンストリーミングランキング史上初の記録を樹立した[442]。
- 5月14日
  - オリコン週間ストリーミングランキングにおいて、楽曲「lovin'」が、ストリーミング累計再生回数1億回を突破。これによりストリーミング累計1億回を突破した曲数が25曲となり、アーティスト別最多記録を更新した[443]。
  - Billboard JAPAN「Hot 100」において、楽曲「天国」が、1位を獲得。また、2位には「ライラック」、3位には「クスシキ」がランクインし、トップ3を独占した。同一アーティストが1位から3位を独占するのは、Ado以来2組目となる[444]。また「Streaming Songs」とオリコン週間ストリーミングランキングにおいても、1位を獲得。また「クスシキ」「ライラック」が2位・3位に続き、トップ3を独占。なお、本チャートで同一アーティストが1位から3位を独占するのは、あいみょん・Official髭男dism・BTS・Adoに続いて5組目となる[445][446]。計3つのチャートにおいて、トップ3を独占することとなった。
- 6月4日、Billboard JAPANが発表した「Streaming Songs」チャートにおいて、楽曲「ライラック」が、ストリーミング累計再生回数6億回を突破。これにより、自身6曲目となる6億回突破となり、最多アーティストとなった。なお、初登場から60週目での6億回突破は、史上3番目の速さとなる[447]。
- 6月7日、Billboard JAPANが発表した2025年上半期ランキングにおいて「Artist 100」にて、1位を獲得した[448]。また、楽曲「ライラック」が「Hot 100」にて[449]、アルバム『ANTENNA』が「Hot Albums」にて、1位を獲得し[450]、史上初の3冠となった。なお「Hot 100」には、トップ5内に4曲、トップ100内に20曲チャートインし、トップ5内に同一アーティストが4曲チャートインするのは、史上初となる[449]。また、楽曲「ライラック」は「Hot Animation」においても、1位を獲得した[451]。作詞家チャート「Top Lyricists」と作曲家チャート「Top Composers」では、大森が1位を獲得した[452][453]。
- 6月11日、オリコン週間ストリーミングランキングにおいて、楽曲「familie」が、ストリーミング累計再生回数2億回を突破。これにより、ストリーミング累計再生回数2億回を突破した曲数が15曲となった[454]。
- 6月18日、オリコン週間ストリーミングランキングにおいて、楽曲「クスシキ」が、ストリーミング累計再生回数1億回を突破。初登場から11週目の突破となり、楽曲「ライラック」の10週目に次ぐ自身2番目の速さとなった。これにより、ストリーミング累計再生回数1億回を突破した曲数が26曲となり、歴代単独1位の「アーティスト別1億回突破再生回数」記録を更新した[455]。
- 6月25日、オリコンが発表した2025年の上半期ランキングにおいて、合算シングル、ストリーミングにて1位を獲得したほか、DVDでは『ゼンジン未到とヴェルトラウム 〜銘銘編〜』が、期間内売上枚数10.1万枚を記録し、首位になったことにより、作品数売上部門3冠を達成。合算シングルにおいて、楽曲「ライラック」と「点描の唄 (feat. 井上苑子)」が、1位・2位を独占し、史上初となる上半期合算ランキング1位・2位独占となった。なお、合算シングルにおけるストリーミングとデジタルダウンロードのポイントのみによる首位獲得も史上初となる[456]。
- 7月3日、オリコンが発表した2025年の上半期ランキングにおいて、アーティスト別セールス部門「デジタルランキング」にて期間内売上55.8億円を記録し、2024年に続き2年連続の1位となった[457]。
- 7月15日、オリコン週間アルバムランキングにおいて、ベストアルバム『10』が、初週売上76.0万枚を売り上げ、初登場1位を記録。同ランキングにおいて、自身初の1位を獲得[458]。
- 7月16日、オリコン週間ストリーミングランキングにおいて、楽曲「Attitude」が、ストリーミング累計再生回数1億回を突破。これによりストリーミング累計再生回数1億回を突破した曲数が27曲となり、歴代単独1位となる「アーティスト別1億回再生突破作品数」記録を更新した[459]。
- 7月25日、オリコン週間ストリーミングランキングにおいて、チャートイン楽曲の総再生数が、100億8,719万5,554回を記録。チャート史上初のストリーミング総再生数100億回超えアーティストとなる[460]。

## 騒動

### 「コロンブス」ミュージックビデオ（2024年）
2024年6月12日にリリースされた11th配信シングル「コロンブス」ミュージックビデオに差別的だと捉えることができる表現が多数あったとして、SNSに批判のコメントが相次いだ。翌日、所属事務所とレコード会社の連名で「歴史や文化的な背景への理解に欠ける表現があった」として謝罪、ミュージックビデオの公開を停止した。
日本コカ・コーラの音楽キャンペーン「Coke STUDIO」のキャンペーンソングとして書き下ろされた楽曲だったが、事態を受け、本楽曲をCMに起用していたコカ・コーラ側は、広告素材の放映を停止するなど、対応に追われた。日本コカ・コーラは、ミュージックビデオの内容については事前に把握していなかったとし、「コカ・コーラ社はいかなる差別も容認しておりません。今回の事態を遺憾に受け止めております。これは、我々が大切にしている価値とは異なるものです」と回答した。
民放各局も、情報番組などで本楽曲を紹介し、ミュージックビデオの映像とともに「コロンブスに変身」「偉人になりきり時空の旅」などと好意的に取り上げていた。

### 「FJORD」音漏れ問題（2025年）
2025年7月26日・27日に開催された、デビュー10周年記念ライブ「MGA MAGICAL 10 YEARS ANNIVERSARY LIVE 〜FJORD〜」にて、広範囲に音が漏れ、会場の周辺住民から開催地の横浜市やSNSに苦情や批判が相次いだ。
横浜市は開催当初から騒音について懸念していたものの、想定を上回る騒音問題が発生し、会場から離れた場所でも、苦情や批判、誹謗中傷が相次ぐ形となった。SNS上では「家の中に重低音だけが響く」「かなり苦痛」などと書き込み、Xでは一時「ミセス音漏れ」や「ミセスの騒音」「ミセスファン民度の悪さ」「迷惑バンド」が、トレンド入りするといった問題に発展した。
翌日28日には、所属レーベルのユニバーサルミュージック合同会社により、バンドの公式サイト上で「法令を遵守したものの、風の影響で音が広範囲に広がってしまった」という旨の謝罪文が発表された。